# Häfen von Mykolajiw

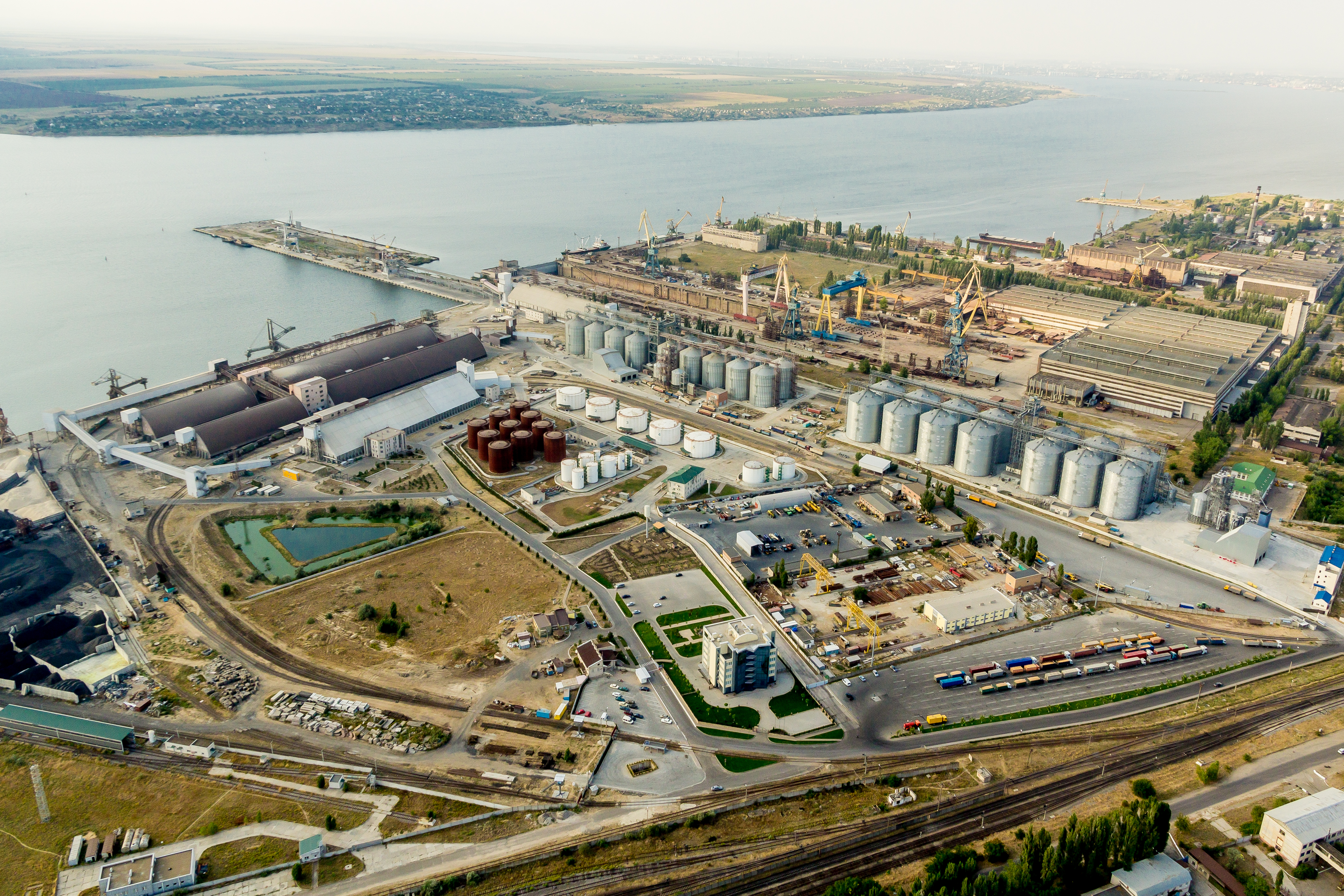
Hafen Nika-Tera (2015)

Die Häfen von Mykolajiw verschaffen wegen ihrer Hochsee-, Fluss- und Bauhäfen, der übrigen maritimen Infrastruktur sowie der wichtigen Straßenbrücken der Oblasthauptstadt und Hafenstadt Mykolajiw eine erhebliche wirtschaftliche und strategische Bedeutung im Süden der Ukraine. Die Handelshäfen von Mykolajiw mit ihren dezentralen Landungsstellen und Verladeplätzen gehören wie die Häfen von Odessa zu den großen Umschlagplätzen der Ukraine am Schwarzen Meer.
Der letzte Flussabschnitt des Südlichen Bug unterhalb von Mykolajiw bildet eine breite und tiefe Bucht nördlich des Schwarzen Meeres und damit einen auch für Hochseeschiffe zugänglichen natürlichen Hafen, den Seehafen Mykolajiw. Die verschiedenen Hafengebiete bei Mykolajiw erstrecken sich den Gewässern entlang über eine Strecke von mehr als 20 Kilometern und sind über Anschlussgleise mehrheitlich mit dem ukrainischen Eisenbahnnetz verbunden.
Im Flusshafen von Mykolajiw befindet sich der südliche Ausgangspunkt der ukrainischen Binnenschifffahrt auf dem Südlichen Bug und dem Dnepr. Einen Passagierhafen für Hochseeschiffe gibt es dagegen in der Hafenstadt nicht; der Anlandungspunkt für Passagierschiffe und Fähren auf dem Schwarzen Meer liegt bei Odessa, etwa 150 km südwestlich von Mykolajiw.
In den Schiffbau- und Reparaturwerften von Mykolajiw entstanden seit dem späten 18. Jahrhundert zahlreiche Hochseeschiffe und auch Boote aller Art für die Binnenschifffahrt auf ukrainischen und früher russischen Gewässern. Die drei großen Werften bauten die meisten Schiffe der sowjetischen Kriegsmarine, weshalb der Zugang in die Stadt lange Zeit für ausländische Besucher verboten war. Die Schiffbaubetriebe von Mykolajiw stellen etwa 80 Prozent der Wasserfahrzeuge der Ukraine her und bauen zudem Schiffe im Auftrag von Reedereien anderer Länder und Yachten für Privatpersonen. Mehr als 70 weitere Industriebetriebe in Mykolajiw sind Zulieferer für die Werften.
Die Tätigkeit der Häfen und vieler anderer Unternehmen in Mykolajiw wurde während des Überfalls von Russland auf die Ukraine 2022 durch Bodenangriffe der Streitkräfte Russlands, Bombardierungen der Stadt, der Verkehrsinfrastruktur, der Wasserversorgung und von Tanklagern im Hafengebiet sowie eine Seeblockade im Schwarzen Meer erheblich gestört.
Über die Geschichte der Werften und der russischen, sowjetischen und ukrainischen Marinebasis am Südlichen Bug informiert das Schiffbau- und Flottenmuseum Mykolajiw.

## Heraldik

Wappen der Stadt Mykolajiw

Als Symbol für die Schifffahrt ist im Wappen der Hafenstadt Mykolajiw seit dem späten 19. Jahrhundert eine Galeere unter der Bischofsmitra abgebildet. Das Emblem wird oft von zwei Ankern begleitet, so auch in der 1997 vom Stadtrat von Mykolajiw angenommenen offiziellen Stadtflagge. Während der Sowjetzeit zeigte das Stadtwappen ein Schiff und ein Maschinensegment und die Bildelemente aus der Religionskultur fehlten.

## Geografie

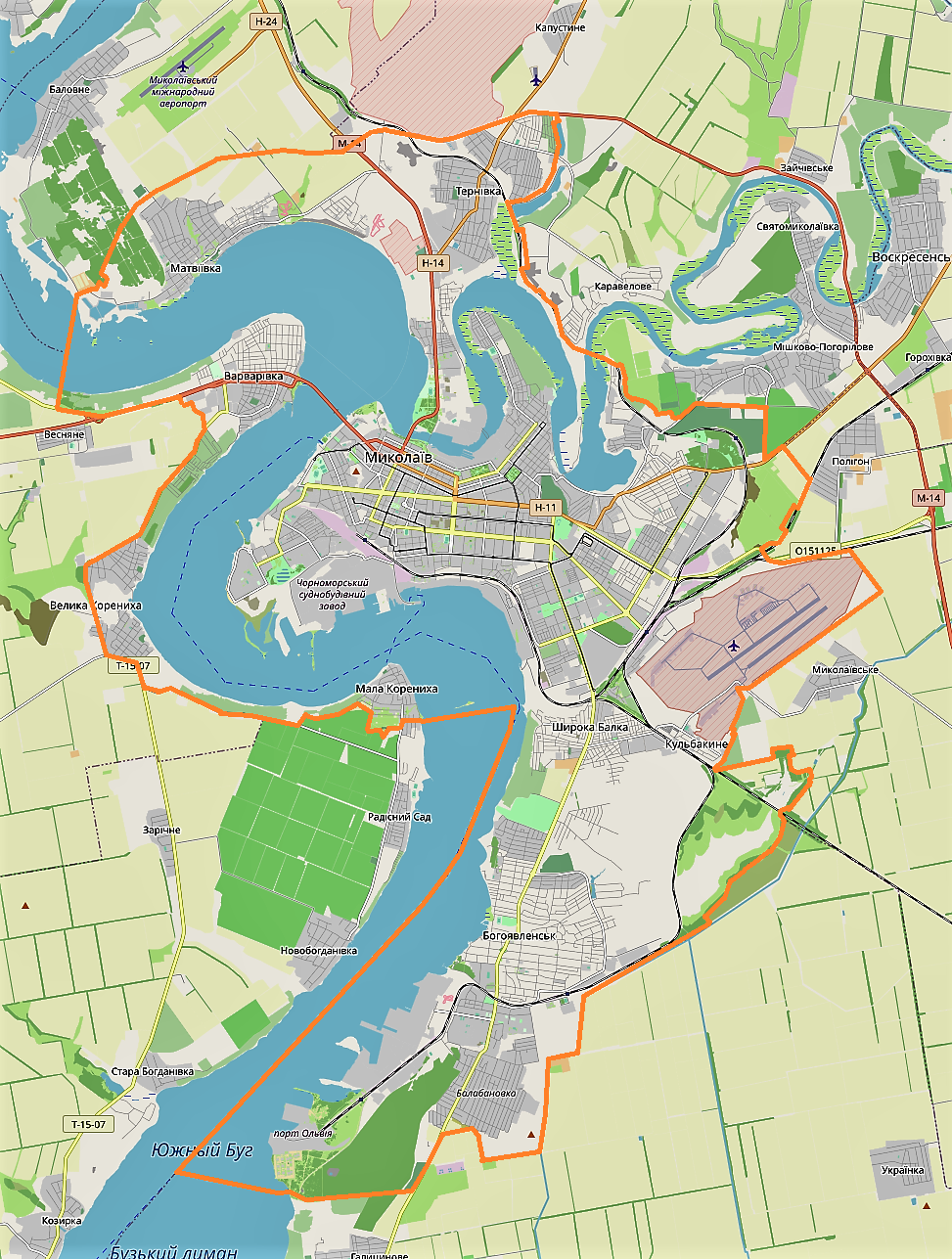
Übersichtsplan von Mykolajiw

Das alte Stadtzentrum von Mykolajiw liegt auf einer vom Südlichen Bug und dessen Nebenfluss Inhul gebildeten Halbinsel. An mehreren Stellen ragen Nehrungen ein Stück weit in den Fluss hinaus und gliedern zusammen mit künstlich angelegten Molen und Wellenbrechern das Ufergebiet. An der westlichen Spitze der Halbinsel überquert die 1964 eingeweihte Warwariwka-Brücke als letzter Flussübergang vor der Mündung den Südlichen Bug. Dieser Flussübergang sowie die Inhulbrücke nördlich der Stadt sind wichtige Verkehrsbauwerke im Verlauf der 624 km langen ukrainischen Fernstraße M 14, die von Odessa über Mykolajiw, Cherson, Melitopol und Mariupol an die russische Grenze führt und auch einem Abschnitt der Europastraße 58 entspricht. Nach jahrelangen Verhandlungen begann 2021 das Planungsprojekt für eine neue, leistungsfähigere Straßenbrücke über den Südlichen Bug, die das Stadtzentrum vom stark zunehmenden Schwerverkehr zu den Häfen entlasten und die Verkehrsverhältnisse auf den Fernstraßen M 14 und E 58 verbessern soll. Sie wird den Strom etwa acht Kilometer oberhalb der Warwariwka-Brücke an der westlichen Stadtgrenze von Mykolajiw überspannen. Die Ausführung des Großbauwerks, für welches die Ukraine die Unterstützung japanischer Investoren gewonnen hatte, ist durch den von Russland 2022 begonnenen Krieg in Frage gestellt.
Im 40 km langen Unterlauf hat der Fluss bis zur Mündung in den gemeinsam mit dem Dnepr gebildeten Dnepr-Bug-Liman im Nordwesten des Schwarzen Meeres nur noch ein geringes Gefälle und fast überall eine Breite von mehr als zwei Kilometern. Der letzte Flussabschnitt ist bis zu 11 km breit und wird selbst auch als Bug-Liman bezeichnet. Das tiefe Fahrwasser in der Bucht erlaubt auch Hochseeschiffen mit großem Tiefgang die Fahrt vom Schwarzen Meer bis nach Mykolajiw. Vor der Hafenstadt liegt die Insel Batareya (Batterie) mit alten Festungsruinen mitten im Fluss, ähnlich der künstlich angelegten Insel Perwomajskyj am Ende des Dnepr-Bug-Liman; kleine Schanzen auf beiden Uferseiten sind Überreste ehemaliger Verteidigungsanlagen vor dem Hafen Mykolajiw. In der kalten Jahreszeit können die Gewässer bei Mykolajiw oft monatelang zufrieren. Bei Bedarf öffnen Eisbrecher eine Fahrrinne vom Schwarzen Meer zu den Häfen.
Auf der Nordseite der Halbinsel von Mykolajiw formt der Inhul mit seiner letzten Flussschlaufe vor der Mündung in den Südlichen Bug eine Wasserfläche mit einem flachen Uferstreifen, der seit der Gründung der Stadt im späten 18. Jahrhundert als Hafen genutzt wurde. Weil an dieser gegen das Meer besonders gut abgeschirmten Stelle die älteste Schiffbauwerft der Stadt liegt, sind die Warwariwka-Brücke als Drehbrücke und die Inhulbrücke als Klappbrücke ausgelegt, um großen Handels- und Kriegsschiffen die Durchfahrt zur Werft zu ermöglichen.
Die nächsten Straßenbrücken flussaufwärts überqueren den Südlichen Bug erst bei der Stadt Wosnessensk, einem Verkehrsknotenpunkt 86 km nordwestlich von Mykolajiw.

### Eisenbahn
Für die Logistik der Güterströme in den Häfen von Mykolajiw ist landseitig eine leistungsfähige Bahninfrastruktur unerlässlich. Wirtschaftlich bedeutender als der Personenverkehr in den Bahnhöfen von Mykolajiw ist denn auch der Güterverkehr über die umfangreichen Bahnhofsanlagen, welche die verschiedenen Hafenkomplexe, Umschlagbetriebe und Industriestandorte erschließen. Der Güterverkehr aus dem Landesinnern der Ukraine, die Verladeplätze in den Häfen und die Handelsschifffahrt bilden ein zusammenhängendes Transportsystem. Die Eisenbahn ist auch für die Industriebetriebe von Mykolajiw wichtig, von welchen viele wiederum für die Häfen tätig sind, so wie zum Beispiel die Propellerfabrik Esta Ltd. und der Motoren- und Turbinenhersteller SPCG Zoria-Mashproekt. Seit dem Beginn des 21. Jahrhunderts erreichte die Bahn im Süden der Ukraine wegen der stets umfangreicheren Exporte von Agrarprodukten die Grenze ihrer Leistungsfähigkeit.
Im Stadtzentrum liegt am südlichen Ende der Puschkinstraße der alte Bahnhof Mykolajiw-Wantaschnyj, der 1873 von der Charkow-Nikolajew-Bahn als Endpunkt der Bahnstrecke Snamjanka–Mykolajiw eröffnet wurde. Dieser erste Stadtbahnhof ist als Kopfbahnhof angelegt. Er dient heute vorwiegend dem Güterverkehr und ist durch zahlreiche Werkgleise mit den Umschlagplätzen und Werften am Fluss verbunden.
Der 1908 von den Russischen Südbahnen gebaute neue Bahnhof Vodopoy, der heutige Hauptbahnhof Mykolajiw, befindet sich außerhalb des Stadtzentrums an der Myru Avenue im südöstlichen Stadtbezirk Inhulskyj. Er bildet einen Eisenbahnknoten im Süden der Ukraine mit der 1907 eröffneten Strecke nach Cherson und der 1925 gebauten Bahnlinie nach Snihuriwka. Der Bahnhof verfügt neben den Anlagen für den Personenverkehr über etwa 20 Gleise für Güterzüge. Vom Güterbahnhof aus führen Industriegleise zu den Warenlagern, Speichern und Kais in den meisten Hafensektoren sowie zum Bauhafen nördlich der Altstadt. Neben der staatlichen ukrainischen Eisenbahngesellschaft führen auch private Handelsfirmen mit eigenen Güterzügen Landwirtschaftsprodukte zu den Verladeterminals in den Häfen.
In Mykolajiw selbst befindet sich keine Eisenbahnbrücke über den Südlichen Bug; die nächste Flussquerung der Bahnverbindung nach Odessa, die Pisky-Brücke, befindet sich in der Nähe von Nowa Odessa 25 km oberhalb von Mykolajiw. Sie ist das Hauptbauwerk an der 1944 eröffneten Strecke Mykolajiw-Kolosiwka.
Seit dem Angriff Russlands auf die Ukraine im Frühjahr 2022 sind die Bahnverbindungen von Mykolajiw nach Cherson und Snihuriwka und damit wichtige Zufahrtsstrecken zu den Häfen unterbrochen.

### Leuchtfeuer
Die Einfahrt aus dem Schwarzen Meer zu den Häfen von Mykolajiw und Cherson wird an den Landengen des Dnepr-Bug-Liman von mehreren Leuchttürmen gesichert:
- Leuchttürme Adschihol
- Leuchttürme Otschakiw
- Leuchtturm Luparewe
- Leuchtturm Kysljakow
- Stanislaw -Leuchttürme
- Leuchtturm Tendra

## Geschichte

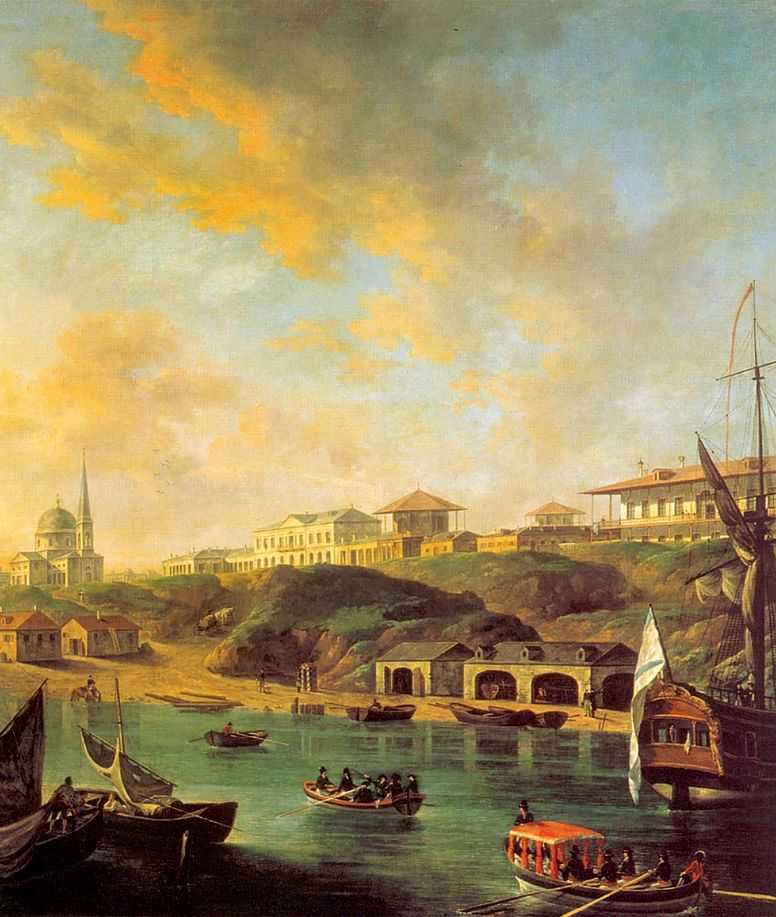
Hafen von Nikolajew (am Ufer des Inhul). Gemälde von Fjodor Alexejew, 1799

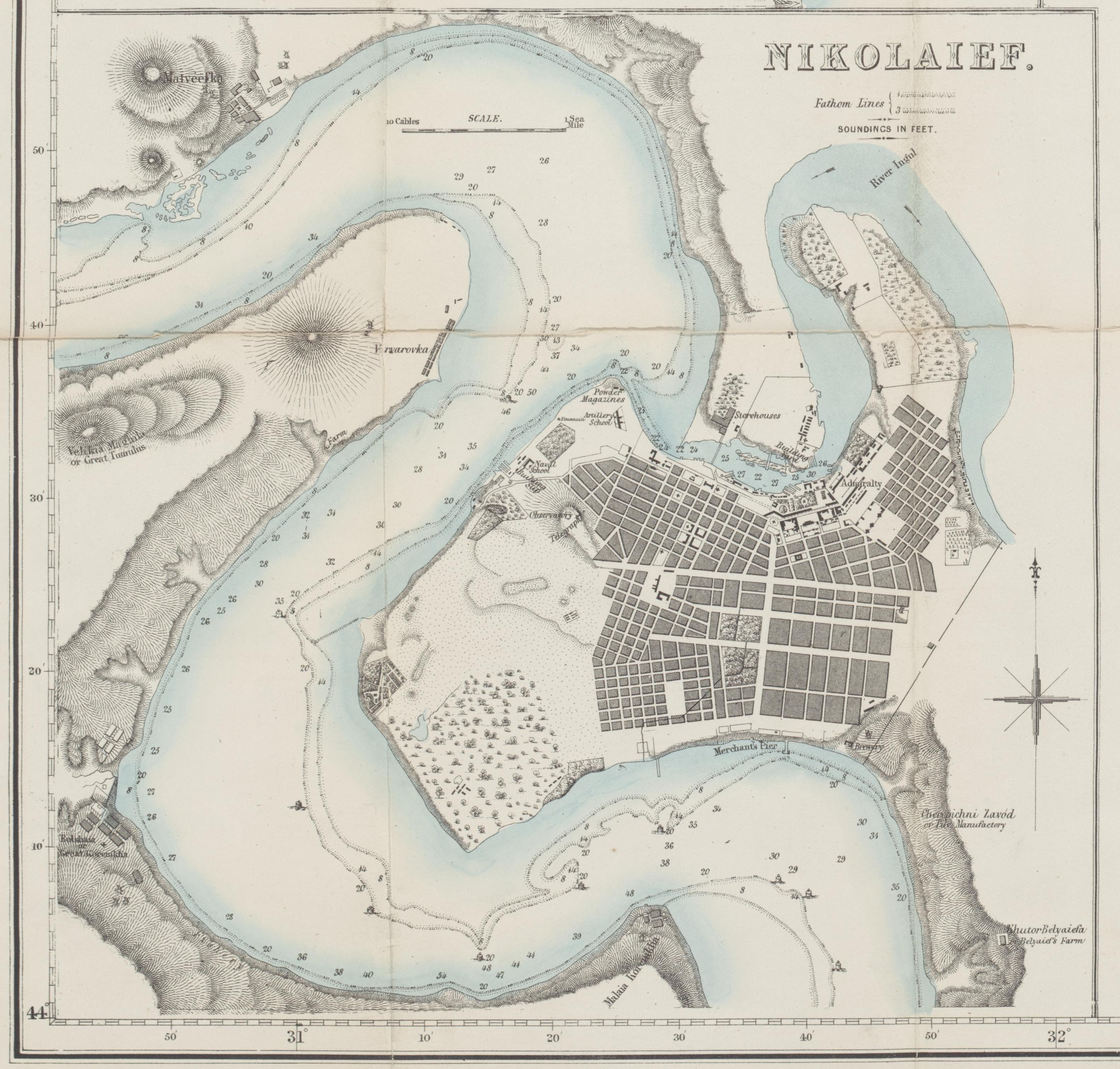
Stadtplan von 1855: Lage der Admiralität nördlich der Altstadt am Fluss Inhul und des Handelshafens im Süden der Halbinsel

Die Geschichte der Häfen von Mykolajiw und des Schiffbaus an dieser Stelle begann schon in der Zeit, als die Region im Nordwesten des Schwarzen Meeres noch unter osmanischer Oberhoheit stand. Nachdem Russland das Gebiet im Sechsten Türkenkrieg erobert hatte, gründete Fürst Potjomkin im Auftrag der Zarin Katharina II. im Jahr 1789 die Stadt Nikolajew als neue Marinebasis und richtete dort eine Werft und die Admiralität der Schwarzmeerflotte ein. Während des russisch-türkischen Kriegs ließ die russische Marine in Nikolajew beschädigte Schiffe instand setzen. Im 19. Jahrhundert nahm die Stadt den Flusshafen im Südwesten und den Handelshafen auf der Südseite der Halbinsel in Betrieb, und mit der Zeit entstanden mehrere neue Werften am Ufer des Südlichen Bug.
Unter der Sowjetunion wurden in den drei große Werften von Mykolajiw die meisten Schiffe der sowjetischen Marine gebaut. Die Stadt war weiterhin eine Marinebasis und der Standort der Admiralität der sowjetischen Schwarzmeerflotte und auch der wichtigste Schiffbaustandort der Sowjetunion. Von hier stammten bedeutende Schiffbauingenieure und Persönlichkeiten der kaiserlich-russischen und der sowjetischen Kriegsmarine. Die 1920 gegründete Admiral Makarow-Universität für Schiffbau (NUS) erinnert mit ihrem Namen an den Erneuerer der russischen Marine und Ozeanografen Stepan Ossipowitsch Makarow, der aus Mykolajiw stammte.

Historische Ansichten des Hafens
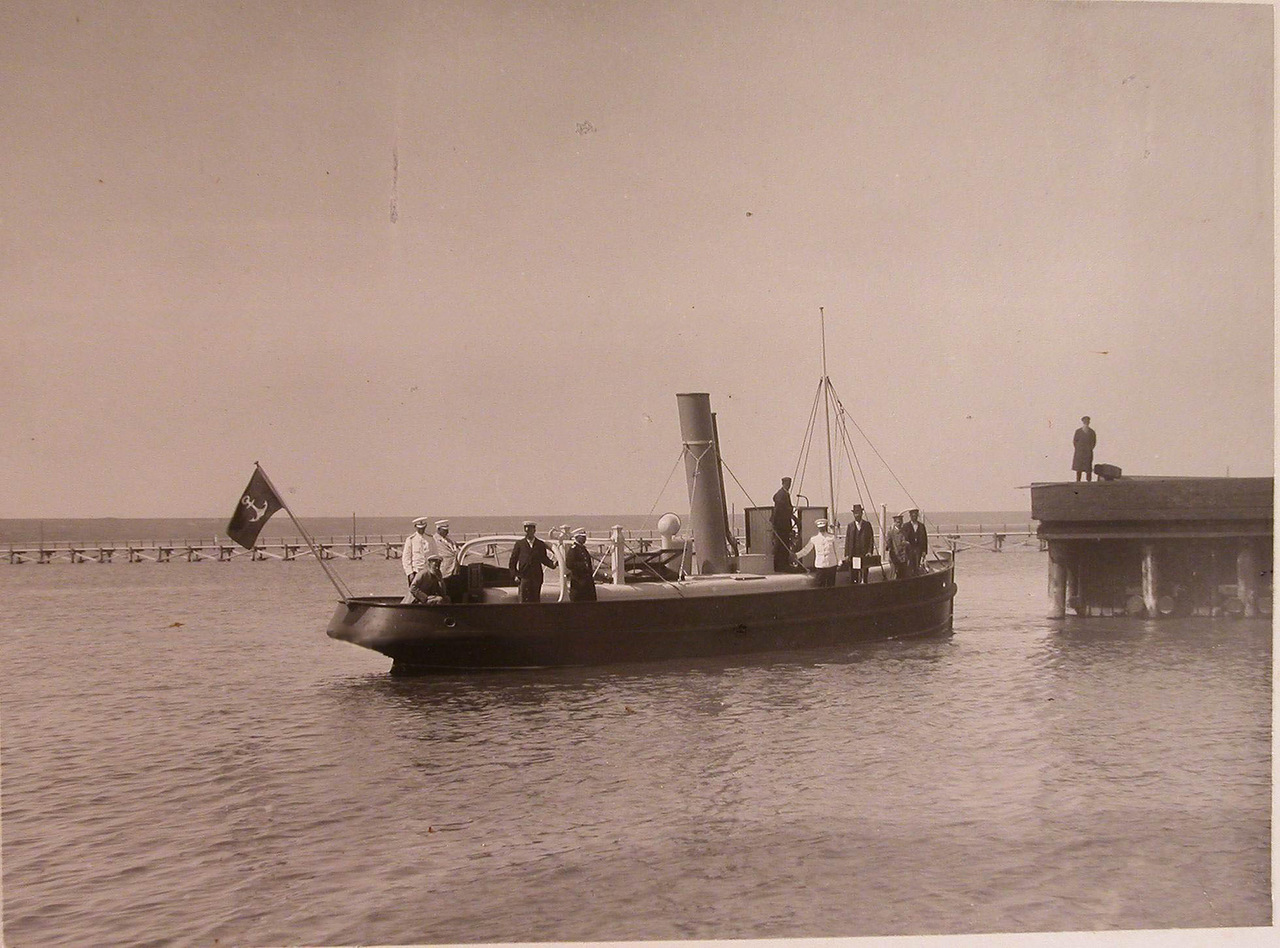
Dampfschlepper im Hafen von Mykolajiw um 1900
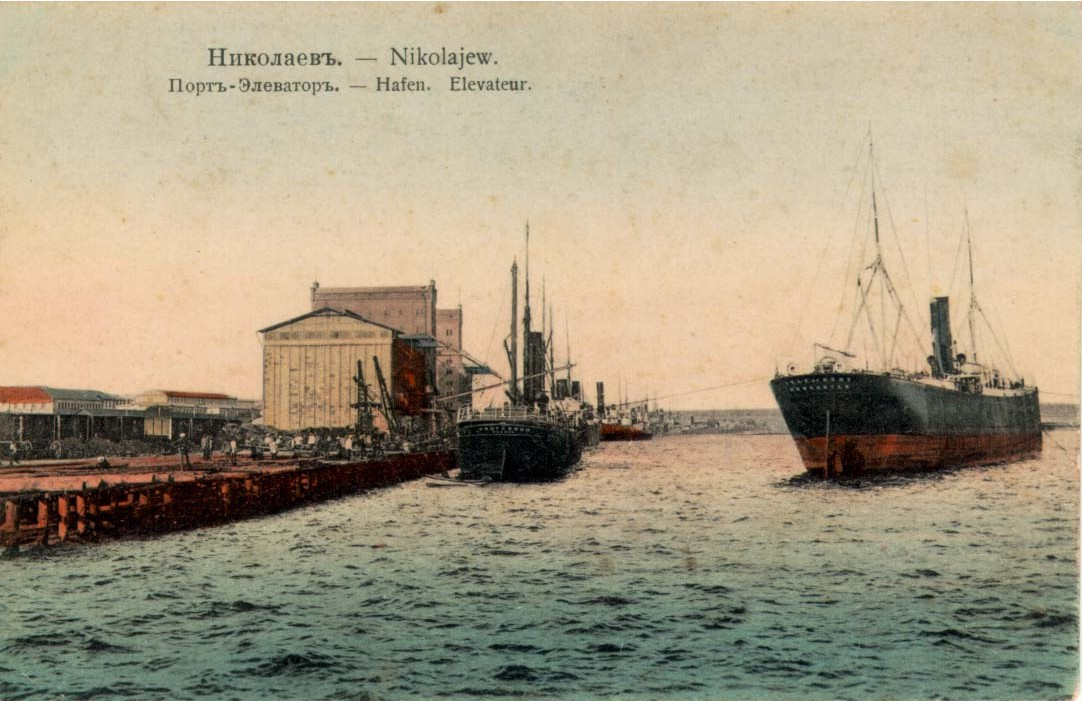
Frachtschiffe und Hafenspeicher in Mykolajiw. Undatierte Postkarte

Im Zweiten Weltkrieg war Nikolajew zeitweise von der deutschen Wehrmacht besetzt. Im Handelshafen erinnert ein Denkmal für den sowjetischen Marineinfanteristen Konstantin Fjodorowitsch Olschanski an die Rückeroberung der Stadt im März 1944 während der Dnepr-Karpaten-Operation. Bei den Kämpfen wurden die Werften in der Stadt stark beschädigt.
Weit außerhalb des Stadtzentrums entstanden in der zweiten Hälfte des 20. Jahrhunderts am Flussufer mehrere neue Lagerkomplexe und Umschlagplätze für Getreide und andere Güter, über welche ein bedeutender Teil der sowjetischen und ukrainischen Exporte von Agrarprodukten erfolgte. Die zusätzlichen, näher beim Schwarzen Meer liegenden Anlegestellen ergänzen den alten Seehafen in der Stadt. Wie der Seehafen bei der Stadt werden auch die neuen Verladeplätze von der Abteilung Mykolajiw der staatlichen Agentur Ukrainische Seehäfenbehörde beaufsichtigt. Der russische Aluminiumkonzern Rusal errichtete am linken Ufer des Südlichen Bug, rund 20 km südlich von Mykolajiw, ein Hüttenwerk mit einem eigenen Seehafen und einem Verladebahnhof.
Für den internationalen Containertransport steht bei Mykolajiw bisher kein bedeutender Terminal zur Verfügung, auch wenn die neueren Hafengebiete für den Verlad auf Schiffe der Panamax-Klasse ausgelegt sind. In den Seehäfen am Südlichen Bug wird mehrheitlich Schüttgut umgeschlagen, und dafür eignen sich Containerschiffe nicht. Umschlagplätze für Container haben die im Nordwesten des Schwarzen Meers gelegenen ukrainischen Häfen von Pivdennyi (bei Piwdenne), Tschornomorsk und Odessa.

### 2022
Während des Überfalls von Russland auf die Ukraine im Februar 2022 zählte Mykolajiw sowohl wegen des Flussübergangs über den Südlichen Bug als auch wegen der bedeutenden Häfen, Industriebetriebe und militärischen Einrichtungen zu den strategischen Angriffszielen. Die Gegend wurde nach dem 24. Februar 2022 rasch von schnellen Truppen, die von der Krim aus den Dnepr überquert hatten, erreicht. Der russische Angriff wurde in der Stadt Mykolajiw von ukrainischen Kräften abgewehrt, ebenso wie ein gleichzeitiger Vorstoß russischer Verbände und von Luftlandetruppen nach Wesnossensk, wo sich der nächste wichtige Flussübergang über den Südlichen Bug befindet. Das Hinterland der Häfen südlich von Mykolajiw war zeitweise von russischen Truppen besetzt, die jedoch nach mehreren Gefechten und einer ukrainischen Gegenoffensive im März und April 2022 bis in die Umgebung von Cherson, 50 km östlich von Mykolajiw, zurückgedrängt wurden.
Das Hafengebiet von Mykolajiw diente seit dem Zerfall der Sowjetunion und der Unabhängigkeit der Ukraine 1991 als Basis der ukrainischen Marine. In der Stadt befinden sich das Kommando der ukrainischen Marineinfanterie sowie das Kommando der 36. Marineinfanteriebrigade. Anfang März 2022 sank die Fregatte Hetman Sahaidatschnyj, das Flaggschiff der ukrainischen Flotte, im Hafen von Mykolajiw; es wurde offenbar von der eigenen Besatzung versenkt, damit es den angreifenden russischen Truppen nicht intakt in die Hände fallen konnte.
Beim russischen Angriff wurde die Wasserversorgung der Stadt Mykolajiv unterbrochen Tanklager, ein Getreidespeicher und ein Munitionsdepot im Hafengebiet wurden bombardiert, eine russische Rakete traf das Handelsschiff Banglar Samriddhi aus Bangladesch am 2. März 2022 im Hafen von Mykolajiw. Mehrere Personen kamen in der Stadt bei den Luftangriffen ums Leben. Wegen der Kriegshandlungen und der russischen Seeblockade waren die Häfen von Mykolajiw vom Schiffsverkehr zur See und über den Dnepr abgeschnitten, die Regionalverwaltung der Oblast Mykolajiw verbot am 4. März 2022 das Befahren der Gewässer, und auch der Bahnverkehr in der Region war gestört. Dadurch waren einerseits die Ölversorgung des Landes und andererseits der für den internationalen Lebensmittelhandel wichtige Getreideexport der Ukraine blockiert. Das amerikanische Nahrungsmittelunternehmen Bunge Limited schloss seine Ölmühle im Hafen von Mykolajiw. Ausländische Reedereien mussten den Schiffsverkehr über das Schwarze Meer nach Mykolajiw unterbrechen. Die indische Botschaft in der Ukraine ließ eine im Hafen von Mykolajiw festsitzende Schiffsbesatzung evakuieren.
In den folgenden Monaten suchte die Ukraine als Ausweichroute für den Getreideexport den Bahnverlad zu den Hafenstädten im Donaudelta und in Rumänien zu verstärken, womit jedoch nur ein Bruchteil der sonst üblicherweise von den Getreidehebern in Mykolajiw umgeschlagenen Menge den Seeweg erreichte. Weil es sich abzeichnete, dass der Export ukrainischer Agrarprodukten über die Häfen von Mykolajiw und Odessa für längere Zeit ausfallen könnte, befürchteten Ökonomern und die Agrarminister der G7-Staaten eine weltweite Versorgungskrise.
Aus den von Russland besetzten Regionen, die einige wichtige Landwirtschaftszonen der Ukraine umfassten, gelangten keine Güter mehr zu den Seehäfen von Mykolajiw, Cherson und Odessa. Die provisorischen russischen Militärbehörden organisierten den Abtransport von Agrarprodukten und Landwirtschaftsmaschinen aus eroberten Ortschaften und schädigten damit die Geschäftstätigkeit von in Mykolajiw ansässigen Handelsfirmen.

## Häfen
🅐 Alter Hafen und Bauhafen der Werft Mykolajiw
🅑 Bootshafen am Inhul
🅒 Hafen der Schwarzmeer-Yachtbauwerft
🅓 Bootshafen am Südlichen Bug
🅔 Flusshafen Mykolajiw
🅕 Getreidehafen und Bauhafen Nibulon
🅖 Bauhafen der Schwarzmeer-Werft
🅗 Frachthafen von Mykolajiw (Meereshafen)
🅙 Häfen von Korabelnyj
🅚 Bauhafen der Werft Mykolajew PJSC Okean
🅛 Frachthafen Nika-Tera
🅜 Hafen Olwia
🅝 Terminal Ukrkharchozbut-syrowyna
🅞 Frachtterminal des Aluminiumwerks Rusal
🅟 Häfen von Otschakiw

### Alter Hafen und Bauhafen der Werft Mykolajiw

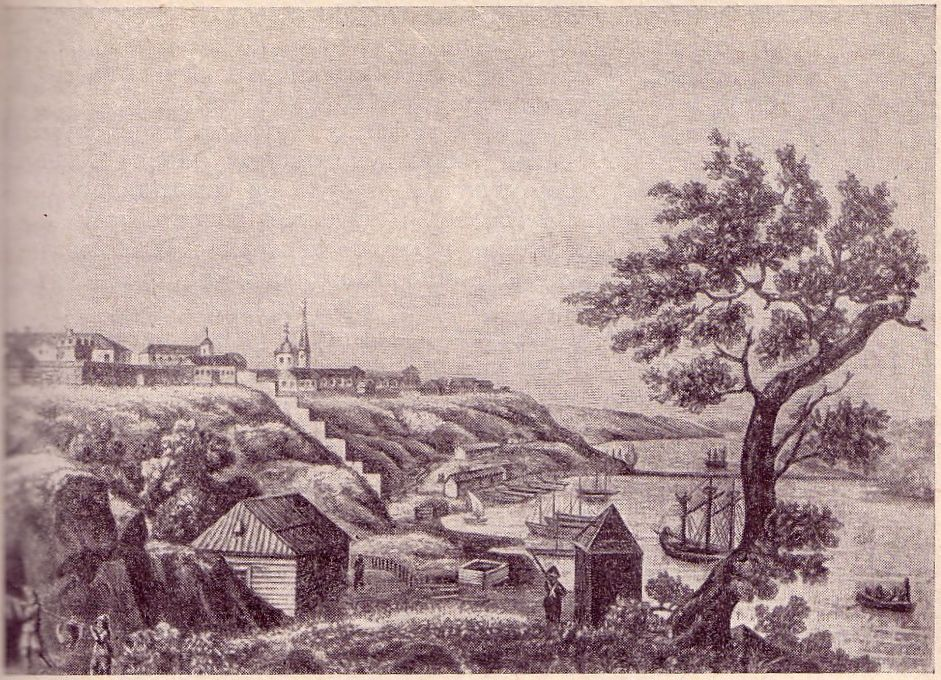
Alter Hafen von Mykolajiw am Inhul um 1800. Rechts die Schwimmbrücke der Straße nach Kiew

Nördlich der Halbinsel bei der Mündung des Inhul in den Südlichen Bug befand sich auf dem flachen Uferstreifen unterhalb des Stadtzentrums das alte Hafengebiet der Stadt. Das Areal ist heute im westlichen Teil eine Uferpromenade und wird im östlichen Abschnitt seit dem frühen 20. Jahrhundert von der Werft Mykolajiw genutzt, die wie die beiden andern großen Schiffbauwerften in der Stadt ein Betrieb des staatlichen ukrainischen Rüstungskonzerns Ukroboronprom (Verteidigungsindustrie der Ukraine) ist. Der Bauhafen der Schiffswerft liegt am Unterlauf des Inhul. Die großen Montagehallen, das Baudock und die Helling mit einer teilweise gedeckten Slipanlage befinden sich am linken Flussufer und weitere Anlegestellen und Werkstätten auf der anderen Seite des Inhul. Die beiden Bereiche des Werks sind mit einer Flussbrücke verbunden.
Die Werft Mykolajiw hatte in ihrer Geschichte verschiedene Namen. So nannte man den Betrieb zeitweise Russud (Russische Schiffbaugesellschaft), Werft Mykolajiw Nord oder Schiffbauwerft 61 Kommunara. Sie baute bedeutende Kriegsschiffe für die russische und die sowjetische Flotte, so auch den 1979 ausgelieferten Raketenkreuzer Moskwa, der seit 2000 das Flaggschiff der russischen Schwarzmeerflotte war und am 14. April 2022 nach dem Beschuss mit ukrainischen Raketen unterging.

### Bootshafen am Inhul

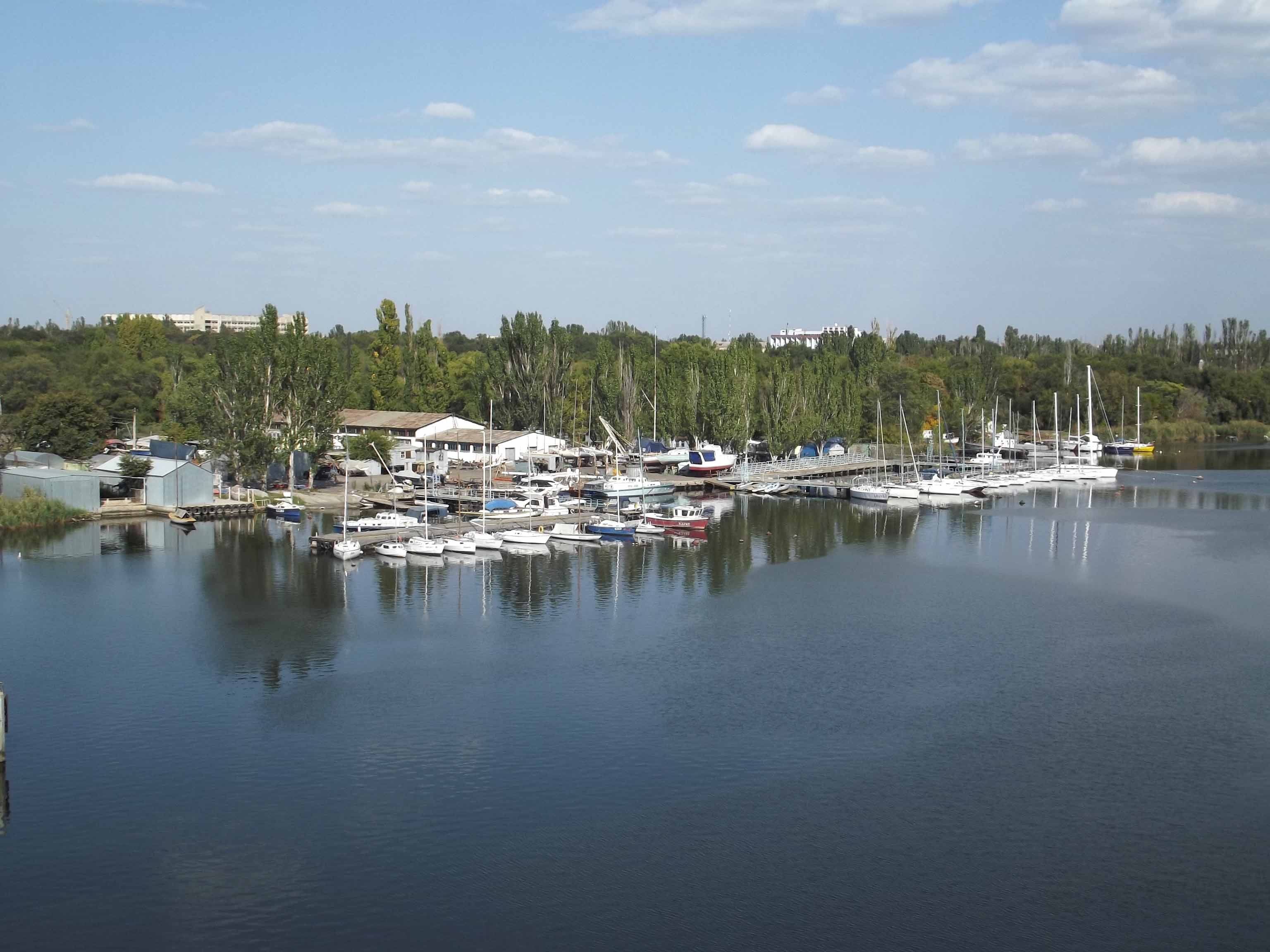
Bootshafen am Inhul

Unterhalb der Werft Mykolajiw überqueren die Alte Inhulbrücke und die neue Inhulbrücke den Fluss vor dessen Mündung in den Südlichen Bug. Der alte Übergang ist eine schmale Pontonbrücke und führt von der Stadt direkt zur Kiewerstrasse im Norden; die neue, 1981 eröffnete Inhulbrücke ist als Hochbrücke ein Teil der Stadtumfahrung von Mykolajiw und mündet in die Puschkinstrasse. Zwischen den beiden Brücken liegt am rechten Flussufer ein Bootshafen mit Lagerhallen, Bootshäusern, Werkstätten und Liegeplätzen für kleine Segelboote.

### Hafen der Schwarzmeer-Yachtbauwerft
Der einzige Hafen von Mykolajiw am rechten Ufer des Südlichen Bug befindet sich in der Vorstadt Warwarika und in der Nähe der Warwarikabrücke an der Admiral-Makarow-Straße. Eine Mole im Fluss schützt den Bereich des Bauhafens der Black Sea Yacht Shipyard und dient außerdem als Schiffsanleger der Personenschifffahrt auf dem Südlichen Bug.
Das Schiffbaugewerbe benützte diese Uferstelle schon seit dem späten 18. Jahrhundert. Hier entstanden Boote vorwiegend für private Auftraggeber. Das Werftgelände am Hafen umfasst mehrere Werkstattgebäude und verfügt über Anlegeplätze für Yachten. Der ukrainische Unternehmer Aleksandr Sagaydakow, der 1991 einen Bootsbaubetrieb mit dem Namen Mayim gegründet hatte, übernahm 1998 die Firma Staatliche Bauwerft für kleine Schiffe Mykolajiw am rechten Ufer des Südlichen Bug und entwickelte sie zur Black Sea Yacht Shipyard weiter. Die Werft baut für Privatkunden aus mehreren Ländern Motor- und Segelyachten bis zu 45 m Länge. 2005 bestellte das Transportministerium der Ukraine 3 Vermessungsboote und 2017 der ukrainische Katastrophenschutzdienst zwei Hochgeschwindigkeitsrettungsboote beim Schiffbaubetrieb.

### Bootshafen am Südlichen Bug

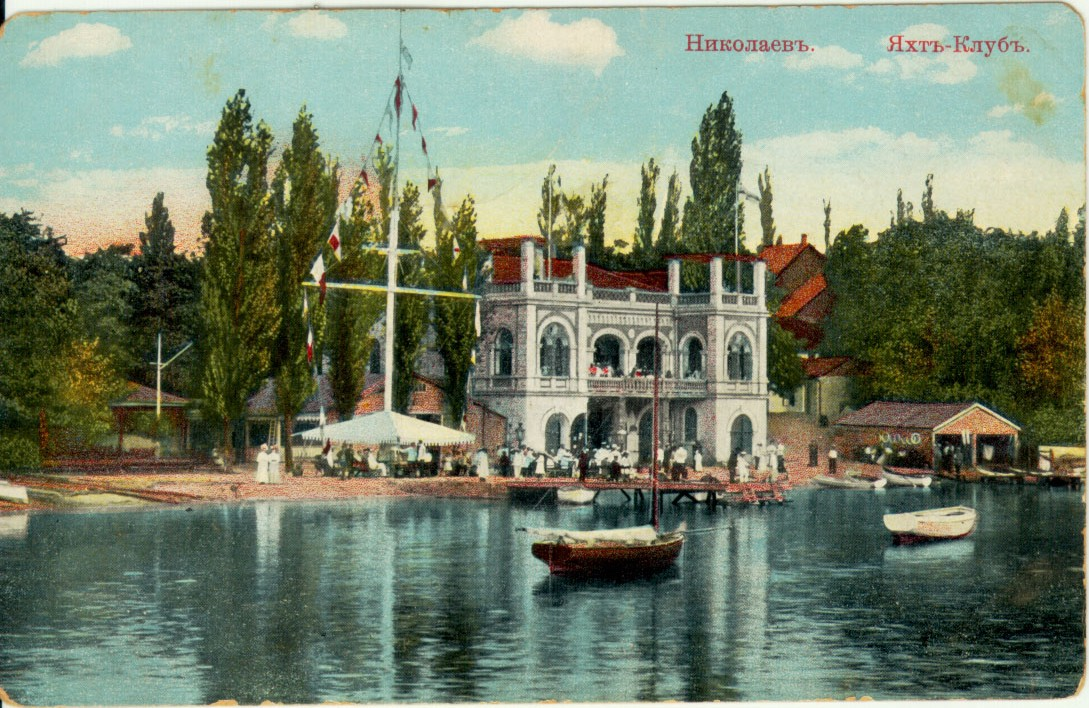
Clubhaus des Yachtclubs Mykolajiw und Bootshafen am Ufer des Südlichen Bug. Undatierte Postkarte

Im Westen der Halbinsel von Mykolajiw hat der 1889 gegründete Yachtclub Mykolajiw am linken Ufer des Südlichen Bug südlich der Warwarikabrücke seinen alten privaten Bootshafen. Er liegt in der Nähe des Hafens der ehemaligen Marineschule. Am Wasser steht das in neoklassizistischer Architektur errichtete Clubhaus. Die Marina ist von Molen geschützt und verfügt über Liegeplätze für private Boote. Beim Yachthafen befindet sich eine weitere Anlegestelle der Passagierschifffahrt.

### Flusshafen Mykolajiw

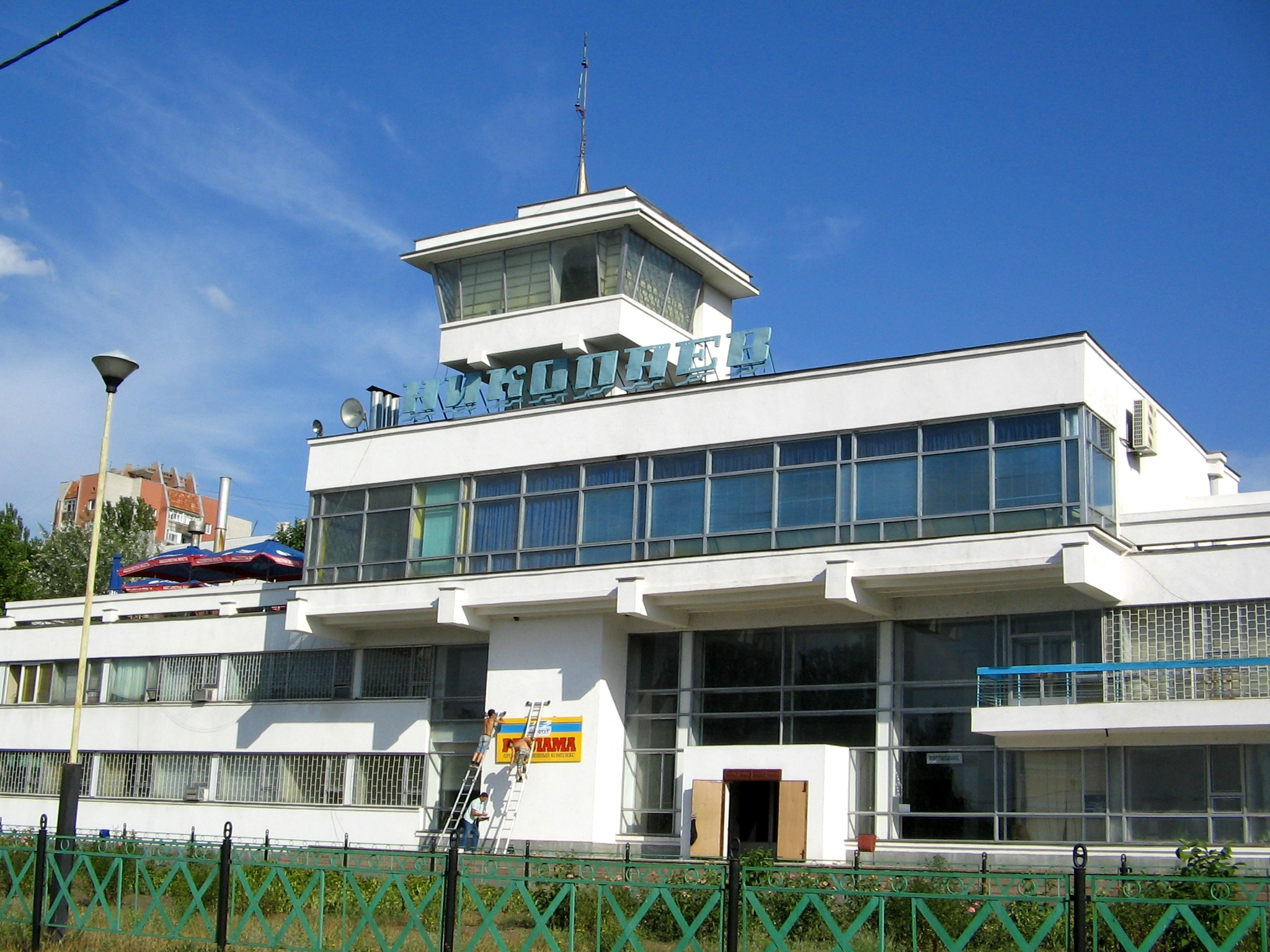
Empfangsgebäude und Kontrollturm des Flusshafens von Mykolajiw

Südlich des Yachthafens liegt auf der Südwestseite der Halbinsel, im Stadtbezirk Sawodskyj, das Hafenbecken mit dem Ausgangspunkt der Flussschifffahrt auf dem Südlichen Bug. Dieser alte Hafen in der Nähe des Stadtbahnhofs Mykolajiw-Wantaschnyj dient zudem als Pier und Umschlagplatz für Handelsschiffe und Schubverbände. An den Löschplätzen werden Metall, Kohle, Holz, Dünger und Agrarprodukte verladen.
Der Flusshafen, wie er zur Unterscheidung vom größeren Seehafen südöstlich davon genannt wird, entstand bald nach der Gründung der Stadt, ebenso wie eine dazugehörende kleine Schiffbauwerft, die 1882 mit finanzieller Unterstützung durch die russische Regierung eine Slipanlage einrichten konnte. Um 1910 besuchte Zar Nikolaus II. den Hafen, der jetzt auch Kriegsschiffe für die Kaiserlich Russische Marine baute. Unter anderem lieferte sie Leichte Kreuzer der nach Pawel Stepanowitsch Nachimow benannten Admiral Nachimow-Klasse. Das namengebende Schiff Admiral Nachimow befand sich während der Russischen Revolution noch im Bau und wurde 1919 von den Werftarbeitern versenkt, damit die Weißrussen es nicht erbeuten konnten. 1920 hob die bolschewistische Militärverwaltung das Wrack, ließ das Schiff fertigstellen und nahm es 1927 unter dem Namen Chervona Ukraina in Dienst.
Von 1963 bis 1969 erweiterte und verstärkte die Sowjetunion das Hafenbecken, das heute vorwiegend dem Güterverkehr auf dem Südlichen Bug dient. Mit Hafenkränen und Schwimmkränen können 7 Schiffe gleichzeitig be- und entladen werden. Der Flusshafen erbringt einen jährlichen Güterumschlag von 5 Millionen Tonnen Fracht. Seit 2000 ist er im Besitz des Schifffahrtsunternehmens Ukrrichflot, des wichtigsten Transporteurs im allgemeinen Güterverkehr auf dem Südlichen Bug und dem Dnepr. Es geht auf die 1922 gegründete Dnepr-Schifffahrtsgesellschaft zurück, die 1989 in die neue Firma Ukrrichflot umgewandelt wurde. Die Gesellschaft betreibt in Mykolajiw unter anderem auch einen Getreidespeicher am Flusshafen.

### Getreidehafen und Bauhafen Nibulon
Auf der Südseite der Halbinsel liegt im Westen des großen staatlichen Handelshafens das Areal des ukrainischen Landwirtschafts- und Transportkonzerns Nibulon. Das 1991 von Oleksiy Vadaturskyy gegründete Unternehmen verfügt über Landwirtschaftsflächen in mehreren Regionen der Ukraine, Getreidesilos im ganzen Land und im Hafengebiet von Mykolajiw, eine Flotte von Binnenschiffen für den Getreidetransport auf dem Dnepr, einen Ladeplatz für Hochseeschiffe und eine eigene Werft. Seit 2018 ist es an einem weiteren Getreidehafen in der Nähe von Cherson beteiligt.
Der Hafen von Nibulon besteht aus zwei Abschnitten. Der östliche Teil hat Piers mit den Getreidehebern direkt neben den Getreidesilos, die zu Land mit der Eisenbahn und auf der Straße erreichbar sind. Der westliche Abschnitt mit einem weiteren Hafenbecken, Kais und einem Trockendock gehört zum firmeneigenen Werftbetrieb.

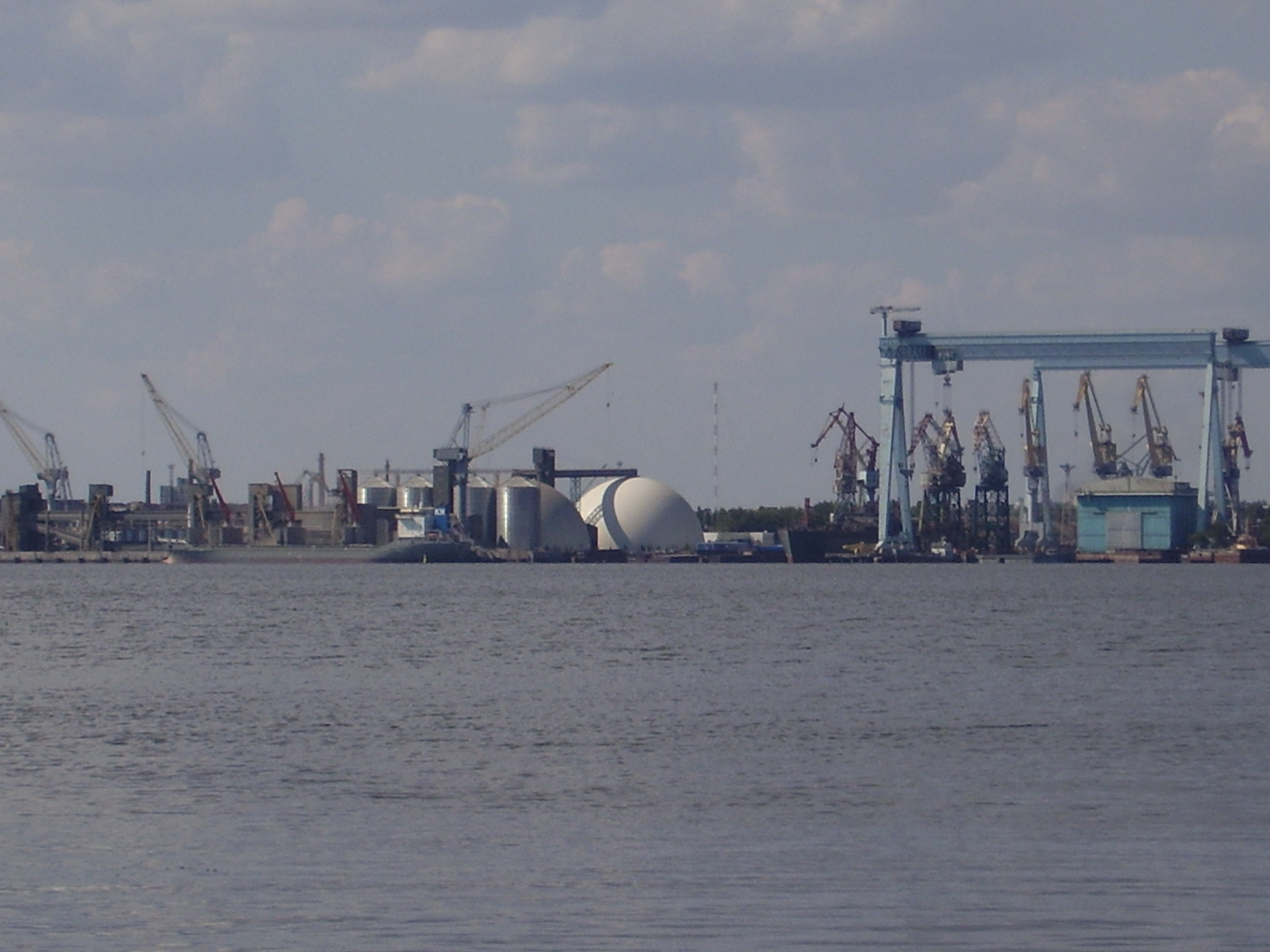
Hafengebiet von Nibulon; rechts davon die Front der Schwarzmeer-Werft

Die Schiffbau- und Reparaturwerft Nibulon (ukrainisch Суднобудівно-судноремонтний завод Нібулон) geht auf eine 1886 gegründete Werft zurück, die Schiffe, Fischerboote, Trockendocks und die ersten Megayachten der Sowjetunion baute. 1995 wurde das Unternehmen privatisiert und übernahm 2000 die Bezeichnung Liman-Schiffbauwerft. 2012 kam das Werk in den Besitz des Nibulon-Konzerns, und seither ist die Werft für den Ausbau und den Unterhalt von dessen Flotte von Getreideschuten, Schleppbooten und Kranschiffen zuständig.
Nibulon investierte seit dem Beginn des 21. Jahrhunderts in die Planung und Entwicklung neuer Hafengebiete am Dnepr-Bug-Liman, um den Warenumschlag auf große Handelsschiffe zu optimieren. Mit dem 2013 in Rumänien für Nibulon gebauten Kranschiff St. Nicholas und dem 2019 von der eigenen Werft konstruierten Umladeschiff Nibulon Max, dem größten Getreideheberschiff am Schwarzen Meer, ist das Beladen von Hochseeschiffen auch außerhalb der Hafeninfrastruktur möglich.

### Bauhafen der Schwarzmeer-Werft

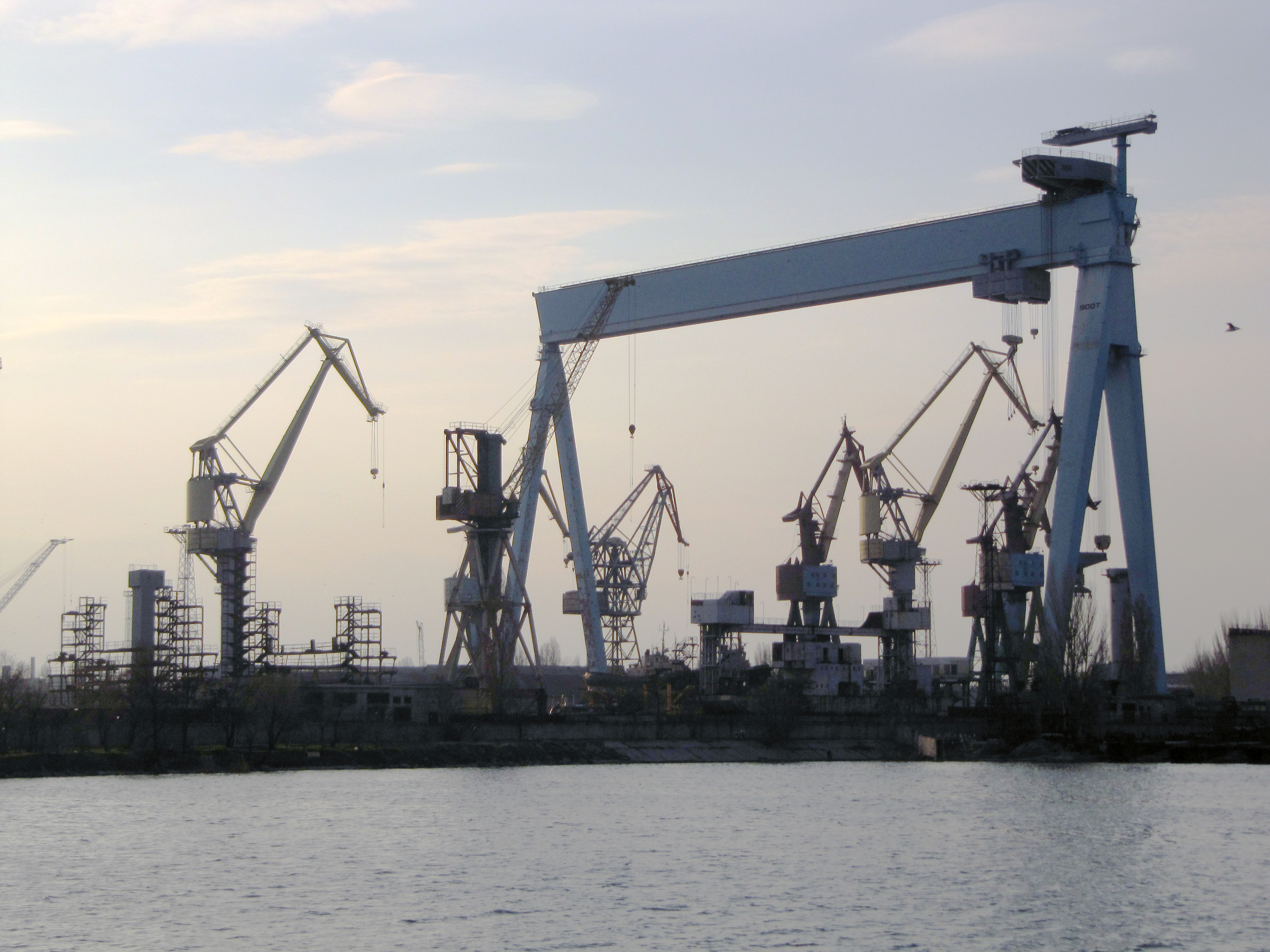
Kräne der Schwarzmeer-Werft

Die Schwarzmeer-Werft (ukrainisch:  Чорноморський суднобудівний завод) entstand 1895 als Vereinigte Werft und Giesserei südlich der Altstadt von Mykolajiw. 1908 fusionierte sie mit der Schwarzmeer-Stahlbauwerkstätte und Giesserei zur Firma Vereinigte Schiffbauwerft Mykolajiw. Nach dem Ersten Weltkrieg erhielt das Unternehmen den Namen Schwarzmeer-Schiffbaubetrieb. Es wurde auch Werft Mykolajiw Süd genannt, um den Betrieb von der Werft Nord am Inhul zu unterscheiden; im System der sowjetischen Zentralverwaltungswirtschaft erhielt der Betrieb unter anderem die Bezeichnungen Werft Nr. 198 und Werft Nr. 444. Seit den 1930er Jahren baute die Werkstätte schwere Kriegsschiffe und Unterseeboote für die sowjetische Marine. Sie war der einzige Hersteller sowjetischer Flugzeugträger. Außerdem baute der Betrieb Handelsschiffe, Tanker, Ro-Ro-Schiffe, Forschungsschiffe und Fischtrawler. Das mit der Schwarzmeer-Werft verbundene Ingenieurbüro für Schiffdesign Chernomorsudoproekt entwickelt Schiffsentwürfe, die auch andern Werften als Vorlagen dienen. Um das Unternehmen zu modernisieren, gab das Industrieministerium der Ukraine Studien über eine mögliche Effizienzsteigerung in Auftrag und gründete zu diesem Zweck die staatliche Schiffbauoorganisation Meridian. Am Bauhafen der Schwarzmeerwerft liegen zwei Slipanlagen, ein Trockendock und 3 Kais.
Bedeutende von der Schwarzmeewerft gebaute Großschiffe sind etwa die Dreadnought Imperatritsa Ekaterina Velikaya (1914), die Schlachtschiffe der Sowjetski-Sojus-Klasse, der Leichte Kreuzer Michail Kutusow (1952), der Helikopterträger Moskwa (1967), die Flugdeckkreuzer Kiew und Minsk (1972) und der Flugzeugträger Admiral Kusnezow (1985). Der Flugzeugträger Riga (bzw. Warjag) war bei der Auflösung der Sowjetunion 1991 noch nicht fertiggestellt. Die Ukraine verkaufte ihn im Jahr 2000 an die Volksrepublik China, wo das Kriegsschiff fertig ausgerüstet und seit 2019 mit dem Namen Liaoning als erster Flugzeugträger der Marine der Volksrepublik China in Dienst gestellt wurde.

Historische Werftanlage und Großschiffe
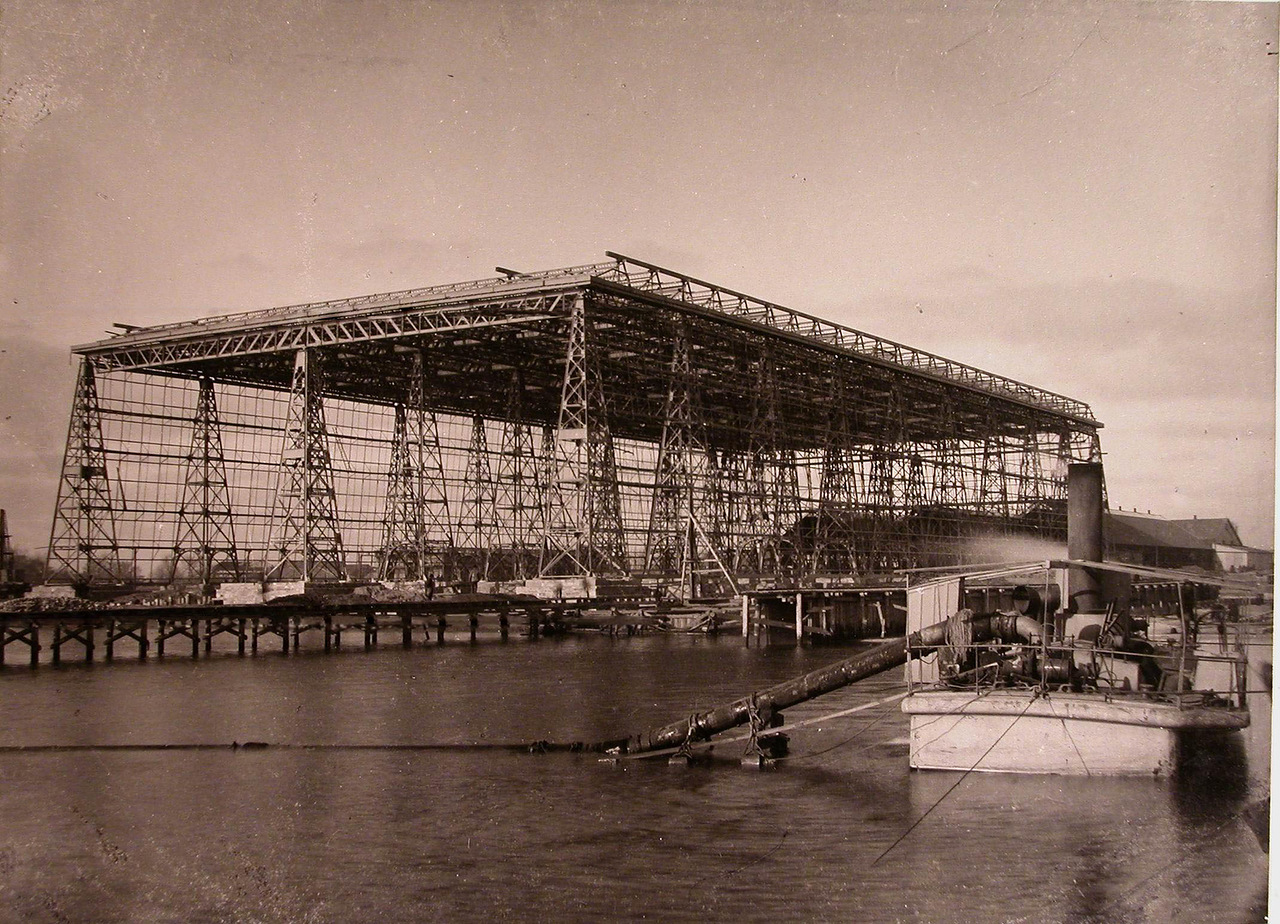
Helgenkrangerüst der Schwarzmeerwerft, um 1900
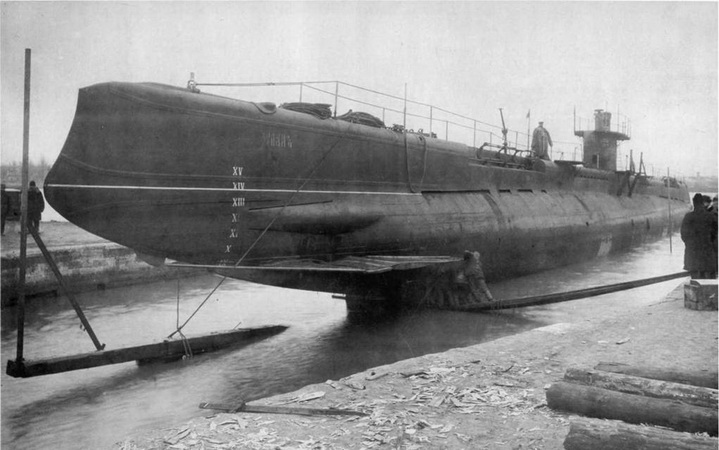
Unterseeboot "Orlan" auf der Slipanlage, 1917
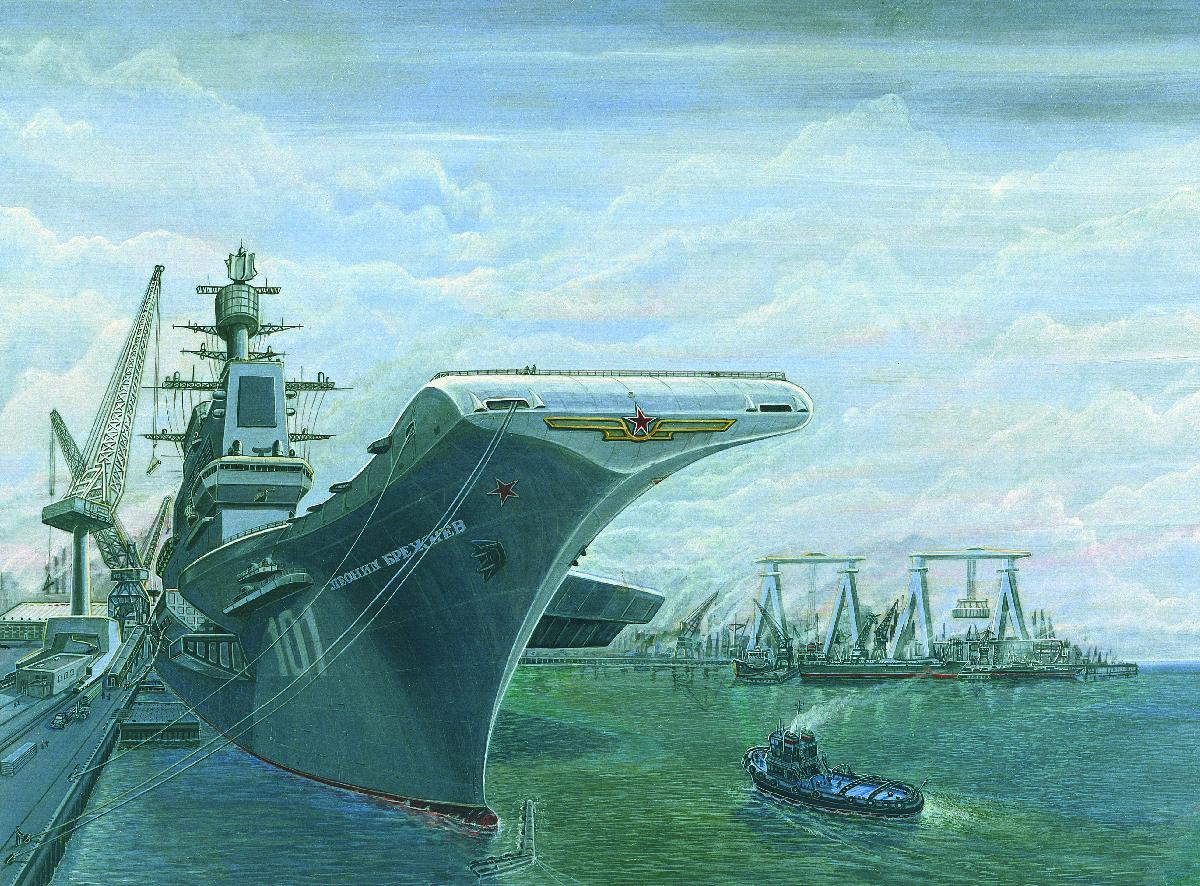
Künstlerische Darstellung des Bauhafens der Werft Mykolajiw Süd mit einem Flugzeugträger

### Frachthafen von Mykolajiw (Meereshafen)

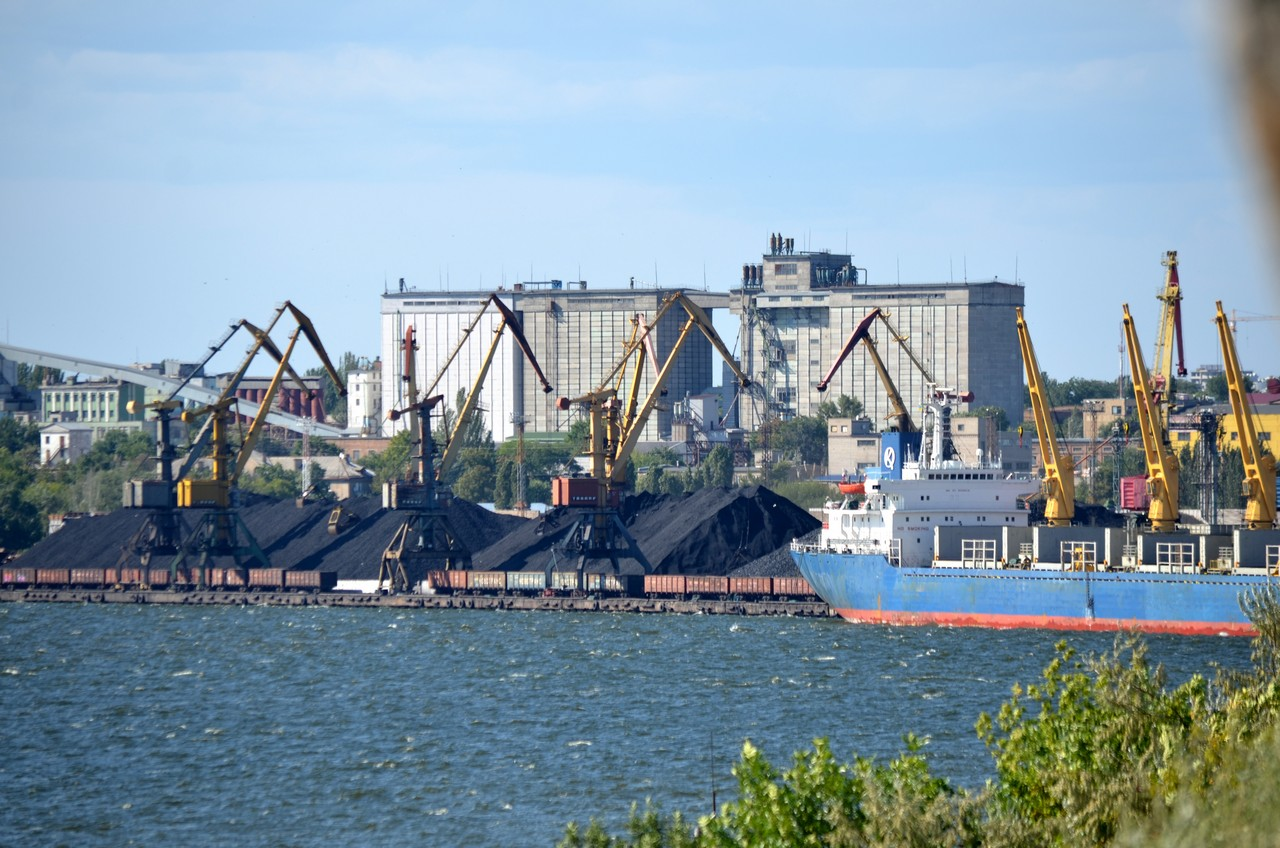
Frachthafen von Mykolajiw

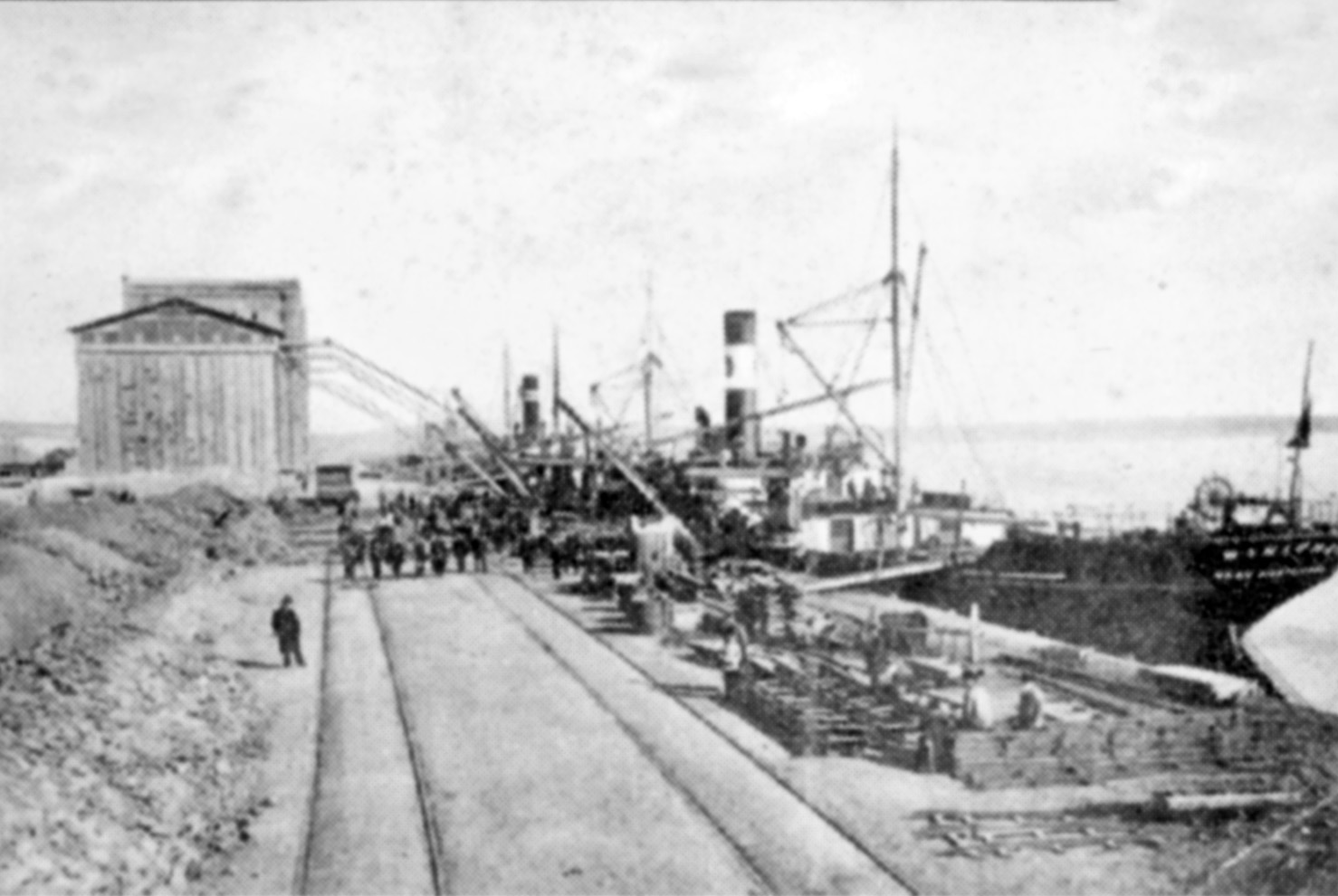
Getreideverschiffung beim alten Hafenspeicher Mykolajiw um 1900

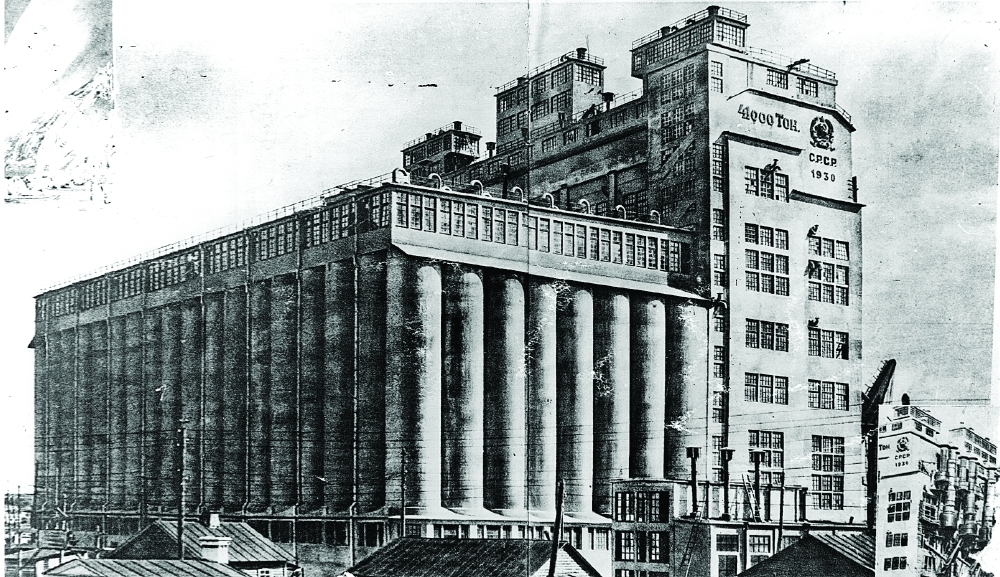
Neuer Hafenspeicher der sowjetischen Exportindustrie im Hafen von Mykolajiw. Bauzeit 1930

Vom flachen, kilometerlangen Ufer auf der linken Seite des Südlichen Bug aus, der südlich der Altstadt von Mykolajiw eine ausgreifende Schlaufe nach Süden bildet, weitet sich über den zwei Kilometer breiten Strom die Sicht auf die Wasserfläche flussabwärts. Während diese Lage bei anderen Städten mit einer vergleichbaren Wasserfront zu großzügigen Uferpromenaden ausgebaut worden ist, nimmt heute bei der Industrie- und Handelsstadt Mykolajiw der Meereshafen mit zahlreichen Löschplätzen, Verlade- und Lagerbetrieben den ganzen Uferbereich ein. Schon 1821 gab die Hafenverwaltung der Stadt den Umschlagplatz am Inhul nördlich der Halbinsel auf und nahm auf deren Südseite, die vom Meer aus leichter zugänglich ist, den neuen Hafen in Betrieb, der zur Unterscheidung vom alten Flusshafen westlich davon Seehafen genannt wird. Das langgestreckte Flussufer bietet viel mehr Schiffen Platz als der alte Inhulhafen. Beim Bau des ersten Stadtbahnhofs 1873 wurde die Zufahrtsstrecke so angelegt, dass sie nahe am Seehafen vorbeiführt und auch den Bahnanschluss zu den Piers und auf eine breite, neu angelegte Mole ermöglichte.
1893 nahm ein großer Kaispeicher im Hafen den Betrieb auf. 1930 ersetzte die sowjetische Verwaltung das Bauwerk durch den neuen Hafenspeicher von Mykolajiw, damals der größte Getreidespeicher Europas mit einer Lagerkapazität von 41.000 Tonnen Getreide.
Der Meereshafen von Mykolajiw gehört bis heute zu den wichtigsten Umschlagplätzen der Ukraine am Schwarzen Meer. Frachtschiffe und Öltanker mit einem Tiefgang von bis zu 10,2 m können den Seehafen anlaufen. Bahngleise mit einer Gesamtlänge von 24 km erschließen die verschiedenen Hafenabschnitte, in denen mehrere Frachtexport- und -importfirmen tätig sind. Handelsgüter sind unter anderem Erz, Kohle, Metall, Maschinen, Mineralöl- und Landwirtschaftsprodukte. Im südlichen Hafenbereich liegt ein Flüssigguthafen. Die Hafenverwaltung des Seehafens untersteht der ukrainischen Meereshäfenverwaltung und ist für die Sicherheit des Verkehrs und des Güterumschlags verantwortlich.
Zu den zahlreichen Firmen, die den Getreideumschlag im Seehafen abwickeln, zählen unter anderem Ahroalfa, NCSP, Orexim, Glencore Agriculture Limited (heute Viterra), Cofco, Kernel Holding und Posco. Orexim hatte den Flüssiggutterminal Everi errichtet, der auf die Lagerung und Verschiffung von Pflanzenöl spezialisiert ist und 2020 an Glencore überging. Dazu betreibt Orexim einen großen Getreidespeicher sowie eine Getreidemühle und errichteter 2019 mit dem südkoreanischen Konzern Posco Daewoo eine neue Verladestation für Getreide. Die Exportfirma Ukrkharchozbutsyrovyna besitzt einen Terminal für flüssige Güter und einen Getreidespeicher im neuen Dnepr-Bug-Seehafen. Von 2014 bis 2016 errichtete das Handelsunternehmen Cofco International einen Getreidespeicher mit einem eigenen Anlegeplatz im Seehafen von Mykolajiw.

### Häfen von Korabelnyj
Einige Kilometer außerhalb des Stadtzentrums von Mykolajiw und vom Seehafen entfernt befinden sich im Stadtbezirk Korabelnyj im Rayon Süd am linken Ufer des Südlichen Bug mehrere kleine Flusshäfen und Marinas. Dazu gehören der Bauhafen einer Werft, ein weiterer Yachthafen an der Nowobudivnastrasse und andere private Bootshäfen.

### Bauhafen der Werft Mykolajew PJSC Okean (Wadan Yards Okean OJSC)

Trockendock der Werft Okean

Am südlichen Stadtrand und außerhalb von Korabelnyj steht die Schiffbauwerft Okean (ukrainisch: Завод Океан), die dritte Großwerft von Mykolajiw, die in den 1950er Jahren gegründet wurde, um die von der sowjetischen Handels- und Kriegsmarine verlangte Baukapazität für Frachtschiffe zu vergrößern. Während die beiden anderen alten Hauptwerften der Stadt wegen ihrer langen Betriebsgeschichte und beengten Platzverhältnissen heterogene Anlagen und Gebäude aus verschiedenen Zeitepochen besitzen, stammt das rationale Baukonzept von Okean aus einem zusammenhängenden Entwurf, der in den 1970er Jahren noch erweitert wurde. Die Werft entstand 12 km außerhalb des Stadtzentrums am linken Ufer des Südlichen Bug. Der künstlich angelegte Bauhafen erstreckt sich über ein Ufergebiet von einem Kilometer Länge. Er hat mehrere Anlegestellen, ein Trockendock, eine große Slipanlage vor der Helling und geräumige Montageeinrichtungen und Werkhallen. Das Areal umfasst eine Fläche von 10 Hektaren.
Aus der Werft Okean kamen zahlreiche große Schiffe so wie zum Beispiel die Schüttgutfrachter der Irgiz-Klasse, Fischkutter, Erzfrachter, Versorgungsschiffe für die Kriegsmarine und Forschungsschiffe für das ozeanografische Institut in Moskau. Seit 1997 stellte die Werft, nun unter ukrainischer Regie, Frachtschiffe der Panamax-Klasse her.

Auf der Werft gebaute Schiffe
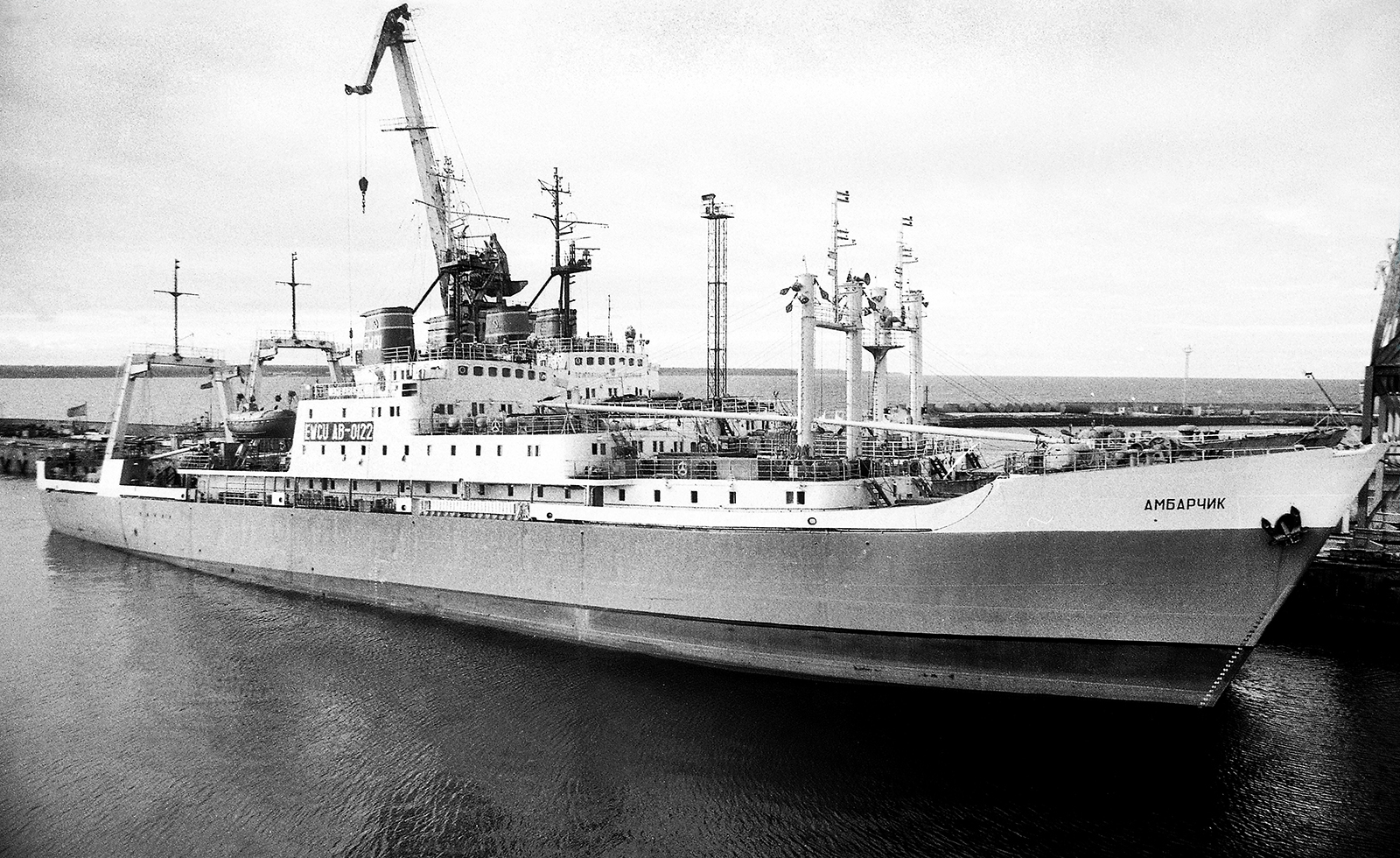
Ambarchik, Baujahr 1969
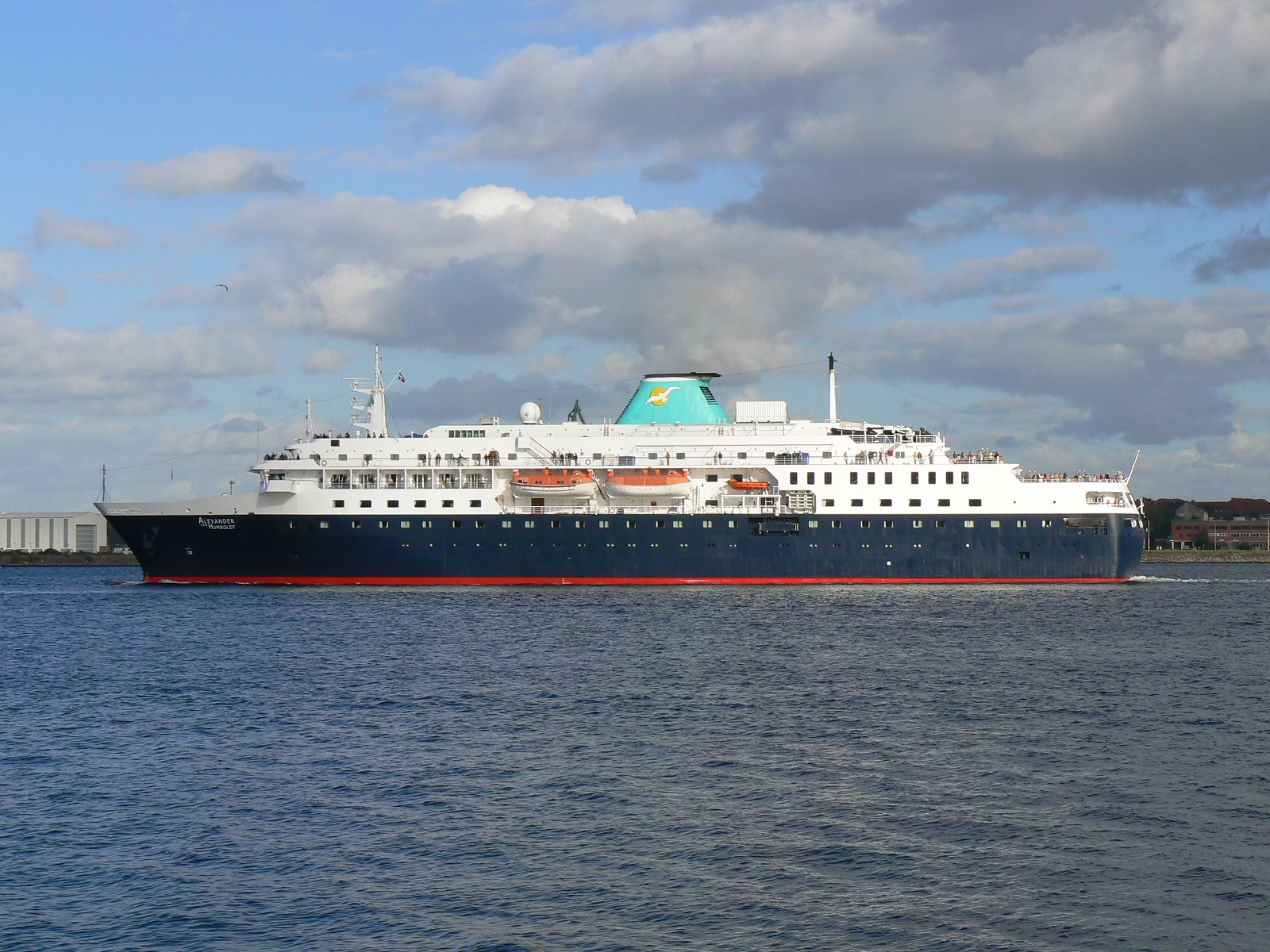
Kreuzfahrtschiff Alexander von Humboldt, gebaut von der Werft Okean 1990 als Frachtschiff für die sowjetische Flotte, umgebaut in Genua
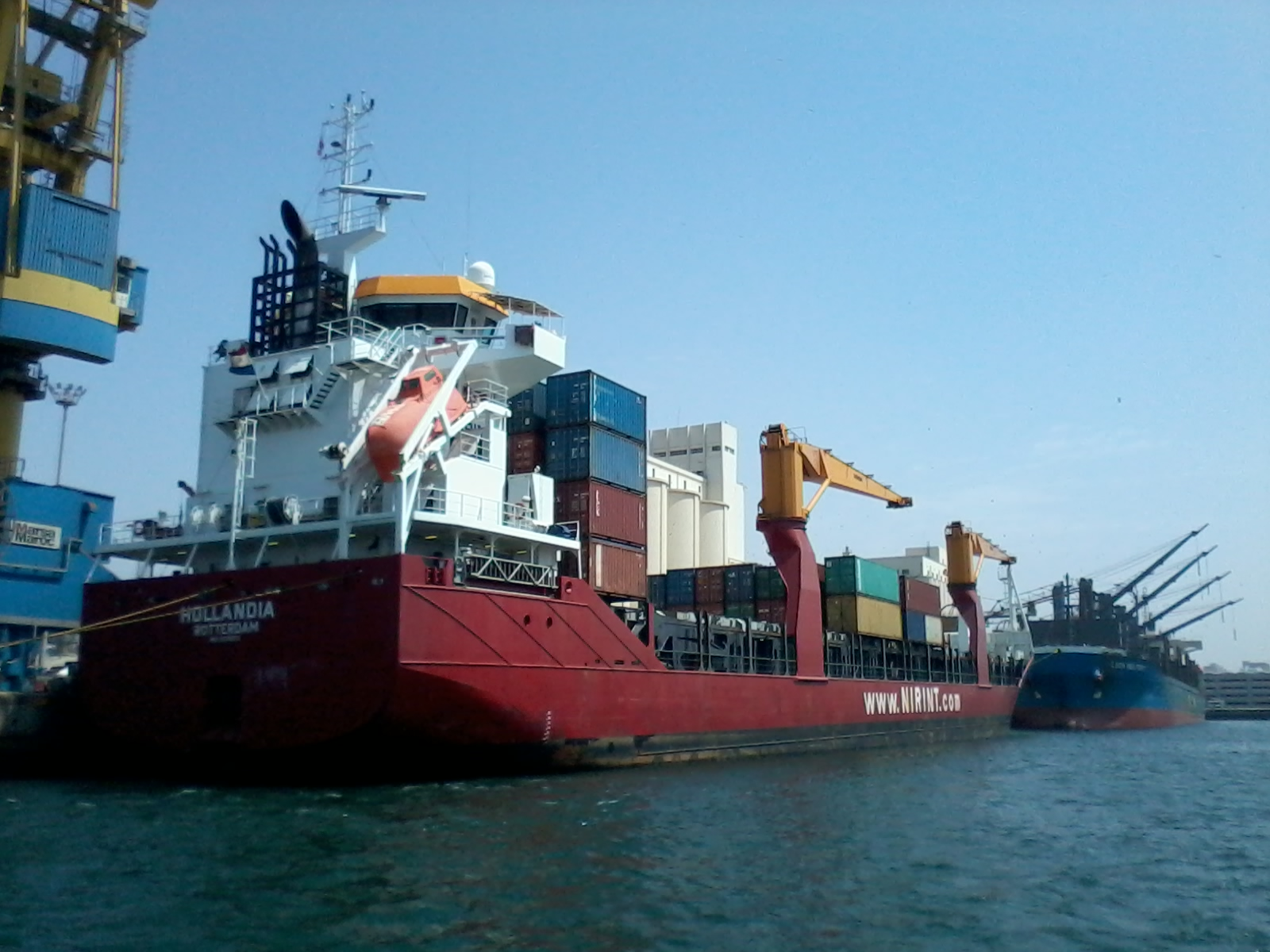
Containerschiff Hollandia, Rumpf gebaut von der Werft Okean 2007

2008 wurde die Schiffbauwerft Okean an die norwegische Gruppe STX Europe und von dieser 2009 an die russische Investmentgesellschaft FLC West verkauft, die den Betrieb zusammen mit andern Werften in die Firmengruppe Wadan Yards mit Sitz in Oslo einbrachte. Nach deren Insolvenzerklärung 2009, von welcher auch Werften in Deutschland betroffen waren, und undurchsichtigen Zwischenverkäufen erwarb der russische Investor Witali Jussufow die Wadan Yards Okean OJSC in Mykolajiw.

### Frachthafen Nika-Tera

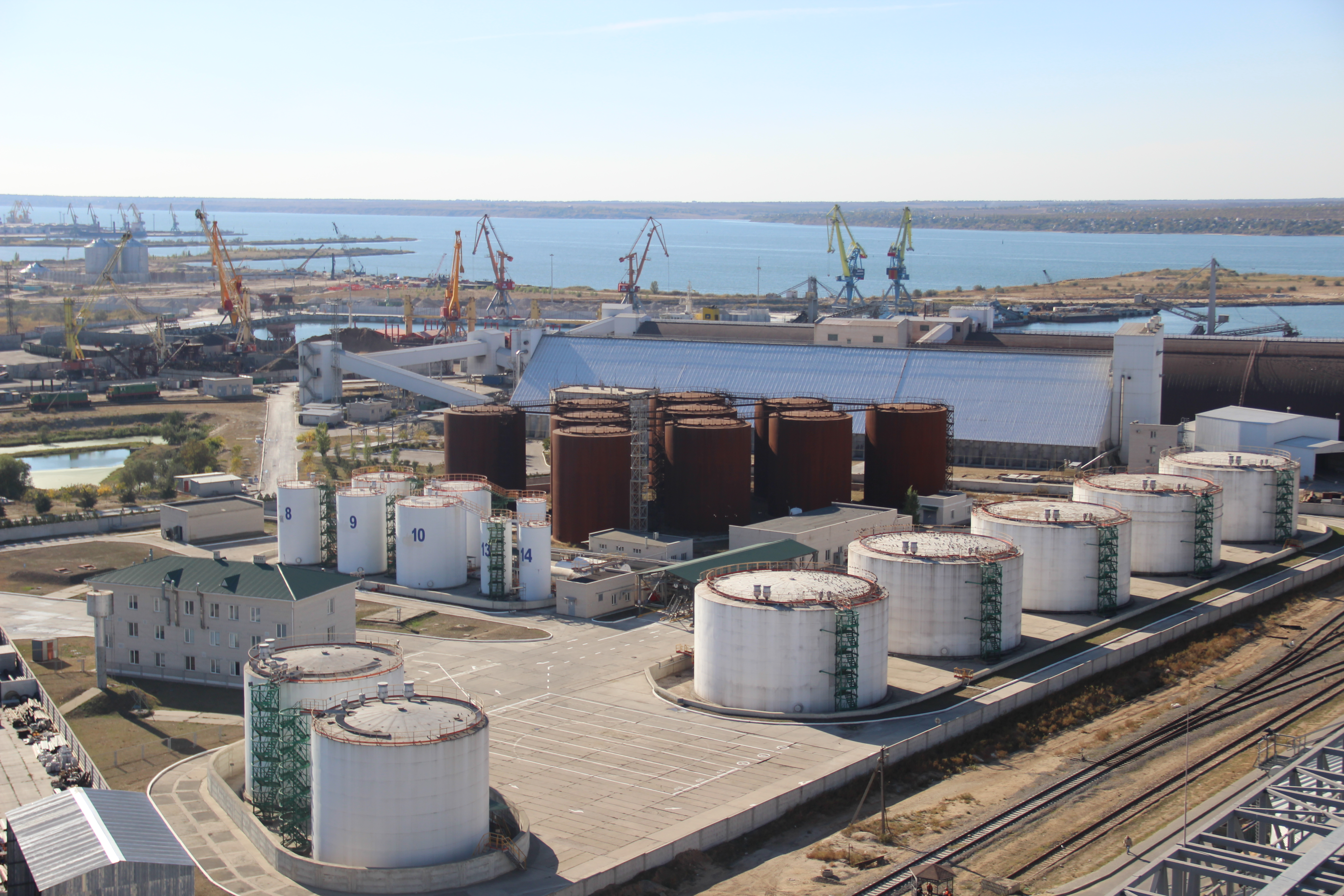
Tanklager im Hafen Nika-Tera

Flussabwärts schließt an die Werft Okean unmittelbar das Gebiet des Nika-Tera-Hafens an. Der moderne Meereshafen liegt im Bereich des neu entwickelten Dnepr-Bug-Seehafenbezirks, mit welchem der alte Seehafen in Mykolajiw entlastet und ergänzt wird. Den Hafen Nika-Tera können auch Panamax-Schiffe anlaufen, was im alten Meereshafen in Mykolajiw nicht möglich ist. Der neue Hafen dient vorwiegend für den Umschlag von Getreide und Gestein. Er verfügt über zwei Hafenbecken und Liegeplätze mit Löscheinrichtungen (Kräne, Getreideheber und Förderbänder) zum gleichzeitigen Ladungsumschlag mit acht Frachtschiffen. Nahe bei den Kais befinden sich mehrere umfangreiche Siloanlagen, die von der Unternehmung TH Southelevator Ltd., von Evrovneshtorg (EVT) und der kanadischen Ag Growth International (AGI) bewirtschaftet werden. Auch der Hafen Nika-Tera ist mit der Bahn und auf der Straße erreichbar. Eigentümer des Hafens Nika-Tera ist die Group DF von Dmytro Firtasch.

### Hafen Olwia
Der Spezialseehafen Olwia, früher Spezialhochseehafen Oktiabrsk, ist ein weiterer Frachthafen am linken Ufer des Südlichen Bug. Er liegt 25 Kilometer südlich von Mykolajiw, zwei Kilometer südlich des Hafens Hika-Tera. Der in den 1960er Jahren errichtete Hafen wird von der Abteilung Olwia der ukrainische Seehäfenverwaltung betrieben. Der Hafen ist auf den Umschlag von Schüttgut spezialisiert und verfügt an den künstlich in der Wasserfläche des Bug-Liman aufgeschütteten Landflächen über 8 Anlegestellen für Frachtschiffe. Bahngleise führen bis zu den Liegeplätzen. Der Hafen kann auch von Ro-Ro-Schiffen angelaufen werden.
2020 vereinbarten die ukrainische Seehäfenverwaltung und das Unternehmen QTerminals aus Katar ein Finanzierungsprogramm für den Ausbau des Hafens Olwia und die Übertragung der Hafenkonzession an die katarische Firma. Die geplanten Investitionen sollen unter anderem den Bau neuer Getreidesilos und die Erweiterung der landseitigen Transportkapazitäten umfassen.
In der Nähe des Hafens Olwia befinden sich Anlagen des staatlichen ukrainischen Rüstungskonzerns Ukroboronprom. Während des russischen Kriegs in der Ukraine 2022 wurde der Hafen Olwia mit dem für das Transportgewerbe und die ukrainische Landwirtschaft wichtigen Tanklager und ein Munitionsdepot bombardiert.

### Frachthafen von Grintur-Ex
Die 1998 vom weißrussischen Unternehmer Nikolai Nemogai gegründete ukrainische Getreidehandelsfirma Grintur-Ex in Mykolajiw begann mit dem Export von Dünger über den Hafen Olwia. Die Firma, die später von der holländischen Firma Bunge Limited, heute domiziliert in New York City, übernommen wurde, baute von 2009 bis 2011 einen Getreidespeicher mit der Kapazität für den Umschlag von 2 Millionen Tonnen Getreide und Sonnenblumenkerne pro Jahr. 2013 errichtete Bunge im Hafen von Mykolajiw ein Werk zur Ölsaatenverarbeitung mit einem eigenen Schiffsterminal. Mit diesen Anlagen wurde Bunge zum zweitgrößten Verarbeiter und Exporteur ukrainischer Sonnenblumenkerne.

### Terminal Ukrkharchozbut-syrowyna
Sechs Kilometer südlich des Hafens Olwia liegt bei der Ortschaft Lymany im Rajon Mykolajiw im Schutze einer weiten Nehrung am Südlichen Bug der Flüssiggutterminal von Ukrkharchozbut-syrowyna. Der Hafen befindet sich neben dem Industriehafen des Aluminiumswerks Rusal. Er verfügt über eine Anlegestelle für Tankschiffe und ein umfangreiches Tanklager, das über ein Anschlussgleis mit dem Hafen Nika-Tera verbunden ist.
Das Gebiet von Lymany war im Verlauf des russischen Angriffs auf die Ukraine im Frühjahr 2022 zeitweise umkämpft.

### Frachtterminal des Aluminiumwerks Rusal
Neben dem Hafen von Ukrkharchozbut-syrowyna erstreckt sich über eine Uferlinie von etwa 1200 m der Pier des Industriehafens von Rusal. Der Erzhafen mit 10 Anlegestellen ist für Schiffe bis zur Panamax-Klasse zugänglich. Der russische Alumniumkonzern United Company RUSAL PLC errichtete bei Lymany auf einem weiten Gelände am linken Ufer des Südlichen Bug ein Hüttenwerk zur Produktion von Aluminiumoxid. Es ist das zweitgrößte Werke des Industriekonzerns nach demjenigen auf Aughinish Island in Irland. Das in Rusal-Minen in mehreren Ländern abgebaute Bauxit kommt auf dem Seeweg direkt zu den Löschkais des Rusal-Werks bei Mykolajiw, das jährlich rund 900.000 Tonnen Aluminium zu den drei Walzwerken von Rusal in Russland lieferte.
Während des Krieges von Russland gegen die Ukraine im Frühjahr 2022 stand die Fabrikation im Werk von Mykolajiw seit dem 1. März 2022 wegen der Kampfhandlungen in der Nähe und des Unterbruchs im Transportsystem still. Der russische Konzern Rusal erklärte daraufhin, keine Produkte des ukrainischen Werks mehr abzunehmen.

### Häfen von Otschakiw

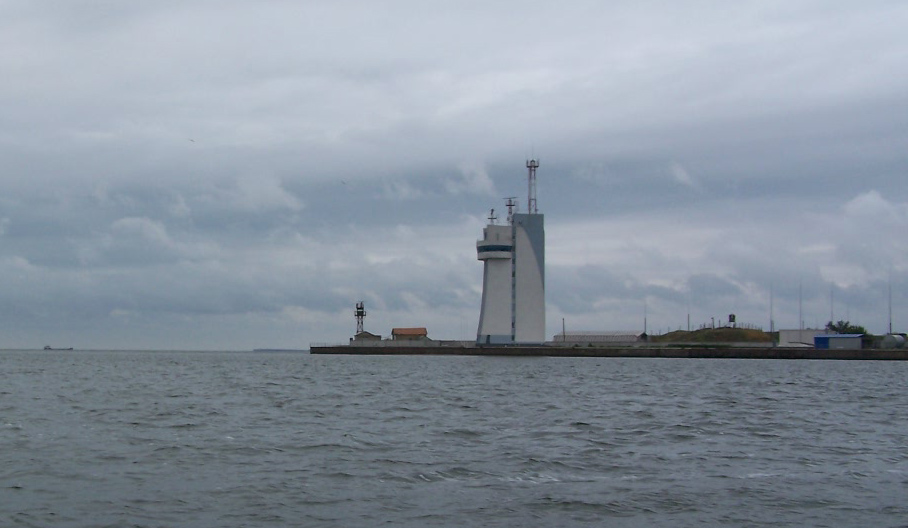
Hafenkontrollturm in Otschakiw

Zur Gruppe der Häfen in der Oblast Mykolajiw am Dnepr-Bug-Liman gehören auch die beiden Häfen bei der Küstenstadt Otschakiw. Die Ortschaft an der strategisch bedeutenden Stelle westlich der Einfahrt vom Schwarzen Meer in die Dneprmündung liegt 60 km südwestlich von Mykolajiw. Otschakiw ist der Standort eines Einsatzkommandos der ukrainischen Marine. Die Häfen sind am Meeresstrand mit künstlich angelegten Molen umfasst. Bei der Stadt liegt nördlich der Otschakiw-Landspitze der alte Hafen, der vorwiegend der Fischerei dient. Der neue Handelshafen nördlich der Stadt entstand zu Beginn des 21. Jahrhunderts.